# Goana după aur din Klondike
Goana după aur din Klondike a fost migrația a aproximativ 100.000 de prospectori în regiunea Klondike din Yukon, nord-vestul Canadei, între 1896 și 1899. Se descoperise aur acolo de către minerii locali pe 16 august 1896, iar când a ajuns vestea în Seattle și San Francisco în anul următor, prospectorii au dat năvală. Unii au devenit bogați, dar majoritatea s-au dus în zadar.  A fost imortalizată în fotografii, cărți, filme și artifacte. 
Pentru a ajunge la zăcămintele aurifere, cei mai mulți au luat drumul prin porturile Dyea⁠(d) și Skagway⁠(d) din sud-estul Alaskăi⁠(d).  De aici, klondikerii puteau urma poteca Chilkoot⁠(d) sau White Pass⁠(d) până la râul Yukon, pe care se putea coborî apoi până la Klondike. Fiecare dintre ei a fost obligat de autoritățile canadiene să aducă cu sine o cantitate de hrană pe un an pentru a preveni foametea. În total, echipamentul lor cântărea aproape o tonă, și, în majoritatea cazurilor, fiecare trebuia să-l transporte bucată cu bucată de unul singur. Împreună cu terenul montan și clima rece, acest lucru însemna că cei care au persistat au ajuns abia în vara anului 1898. Odată ajunși acolo, au găsit puține oportunități și mulți au rămas dezamăgiți. 
Extracția era o provocare, deoarece minereul era distribuit într-o manieră neuniformă, iar săpăturile au fost încetinite de permafrost. Ca urmare, unii mineri au ales să cumpere și să vândă titluri de exploatare⁠(d), să investească sume mari în alte afaceri, și să-i lase pe alții să facă munca. Pentru a se adapta prospectorilor, s-au ridicat pe traseu orașe cu dezvoltare explozivă, iar la capătul traseelor a apărut Dawson City, la confluența dintre Klondike și râul Yukon. Dintr-o populație de 500 de locuitori în 1896, localitatea a ajuns să aibă în jur de 30.000 de locuitori până în vara anului 1898. Construit din lemn, izolat și insalubru, Dawson a suferit de pe urma incendiilor, a prețurilor ridicate și a epidemiilor. În ciuda acestui fapt, cei mai bogați prospectori petreceau extravagant acolo, jucând jocuri de noroc și consumând alcool în saloonuri. Băștinașii Hän⁠(d), pe de altă parte, au suferit de pe urma goanei, fiind mutați într-o rezervație⁠(d) pentru a le face loc căutătorilor de aur, și mulți au murit. 
Din 1898, ziarele care i-au încurajat pe atât de mulți să călătorească în Klondike și-au pierdut interesul. În vara anului 1899, s-a descoperit aur și în zona Nome⁠(d) din vestul Alaskăi, și mulți prospectori au părăsit Klondike pentru noile terenuri aurifere, marcând sfârșitul goanei. Orașele explozive au intrat în declin și populația din Dawson City s-a prăbușit. Activitatea de exploatare a aurului a durat până în 1903, când producția a atins maximul după introducerea echipamentelor mai grele. De atunci, Klondike a fost exploatat intermitent, iar astăzi amintirea evenimentelor atrage turiștii în regiune și contribuie la prosperitatea sa.

## Context
Popoarele indigene din America de Nord-Vest⁠(d) făceau negoț cu pepite de cupru înainte de expansiunea europeană. Majoritatea triburilor erau conștiente că există și aur în regiune, dar ei nu puneau preț pe acel metal. Rușii și Hudson's Bay Company⁠(d) exploraseră Yukonul în prima jumătate a secolului al XIX-lea, dar au ignorat zvonurile despre aur în favoarea comerțului cu blănuri⁠(d), care le oferea profituri mai imediate.

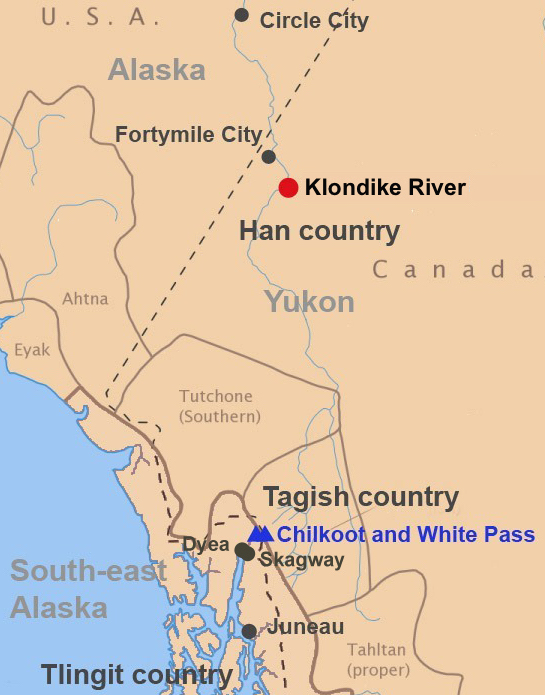
Yukon la momentul descoperirii.

În a doua jumătate a secolului al XIX-lea, prospectorii americani au început să se extindă în zonă. Ajungând la înțelegeri cu triburile băștinașe Tlingit⁠(d) și Tagish⁠(d), prospectorii timpurii au deschis importantele trasee Chilkoot și White Pass și au ajuns în valea Yukon între 1870 și 1890. Aici au întâlnit poporul Hän, vânători și pescari semi-nomazi care trăiau de-a lungul râurilor Yukon și Klondike. Hän nu păreau să știe despre amploarea depozitelor de aur din regiune.
În 1883, Ed Schieffelin⁠(d) a identificat depozite de aur de-a lungul râului Yukon, și o expediție care a urcat pe râul Fortymile⁠(d) în 1886 a descoperit cantități considerabile și a fondat Fortymile City. În același an, s-a găsit aur pe malurile râului Klondike, dar în cantități mici și nu s-au revendicat drepturi de exploatare. Până la sfârșitul anilor 1880, câteva sute de mineri își croiau drumul de-a lungul văii Yukon, locuind în mici tabere miniere și făcând negoț cu băștinașii Hän. Pe latura alaskană a graniței, satul de colibe de lemn Circle City⁠(d) fusese înființat în 1893 pe râul Yukon. În trei ani a devenit „Parisul Alaskăi”, cu 1.200 de locuitori, saloonuri, teatre, școli și biblioteci. În 1896, era atât de bine cunoscut încât un corespondent⁠(d) al ziarului Daily Record din Chicago venit să-l viziteze. La sfârșitul anului, avea să devină un oraș-fantomă, după ce s-au găsit depozite mari de aur în amonte pe Klondike.

## Descoperirea (1896)

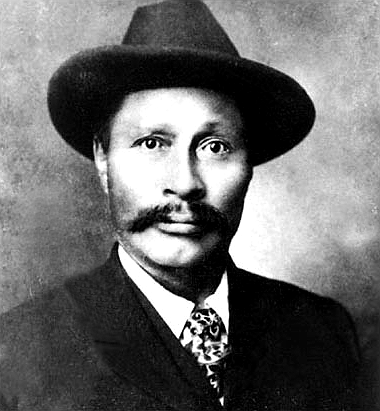
Skookum Jim, unul dintre descoperitori (1898)

Pe 16 august 1896, un prospector american pe nume George Carmack⁠(d); soția lui etnică Tagish, Kate Carmack⁠(d) (Shaaw Tláa); fratele ei, Skookum Jim⁠(d) (Keish); și nepotul lor, Dawson Charlie⁠(d) (Káa Goox), călătoreau la sud de râul Klondike. În urma unei sugestii venită de la Robert Henderson⁠(d), un prospector canadian, ei au început să caute aur pe pârâul Bonanza⁠(d), numit pe atunci Rabbit Creek, unul dintre afluenții Klondike-ului. Nu este clar cine a descoperit aurul: George Carmack sau Skookum Jim, dar grupul a convenit să-l lase pe George Carmack să-și asume rolul oficial de descoperitor, deoarece se temeau că autoritățile miniere ar putea fi reticente să recunoască un titlu de exploatare revendicat de un amerindian.
În orice caz, aurul era prezent de-a lungul râului în cantități imense. Carmack a măsurat patru loturi de teren, fâșii de pământ care ar putea fi ulterior exploatate în mod legal de către titular, de-a lungul râului; între acestea două erau pentru el — unul drept titlul lui obișnuit, al doilea ca recompensă pentru descoperirea aurului — și câte unul pentru Jim și Charlie. Actele de autorizare a exploatației au fost înregistrate a doua zi la postul de poliție de la gura râului Fortymile, și vestea s-a răspândit rapid de acolo în alte tabere miniere din valea râului Yukon.
Până la sfârșitul lunii august, întreaga vale a pârâului Bonanza fusese revendicată de mineri. Un prospector a înaintat apoi pe unul dintre pâraiele care se vărsau în Bonanza, mai târziu numit Eldorado Creek. El a descoperit noi surse de aur acolo, care s-au dovedit chiar mai bogate decât cele de pe Bonanza. Titlurile de exploatare au început să fie vândute între mineri și speculatori pentru sume considerabile. Chiar înainte de Crăciun, a ajuns vestea despre aur la Circle City. În ciuda iernii, mulți prospectori au plecat imediat spre Klondike cu săniile trase de câini, dornici să ajungă în regiune înainte ca cele mai bune terenuri să fie luate. Lumea exterioară încă nu prinsese de veste și, deși oficialii canadieni au reușit să trimită un mesaj către superiorii lor din Ottawa despre descoperiri și despre influxul de prospectori, guvernul nu le-a acordat prea multă atenție. Iarna împiedica traficul fluvial, și abia în iunie 1897 au ieșit primele ambarcațiuni din zonă, ducând aurul proaspăt extras și povestea completă despre descoperiri.

## Începutul goanei (iulie 1897)

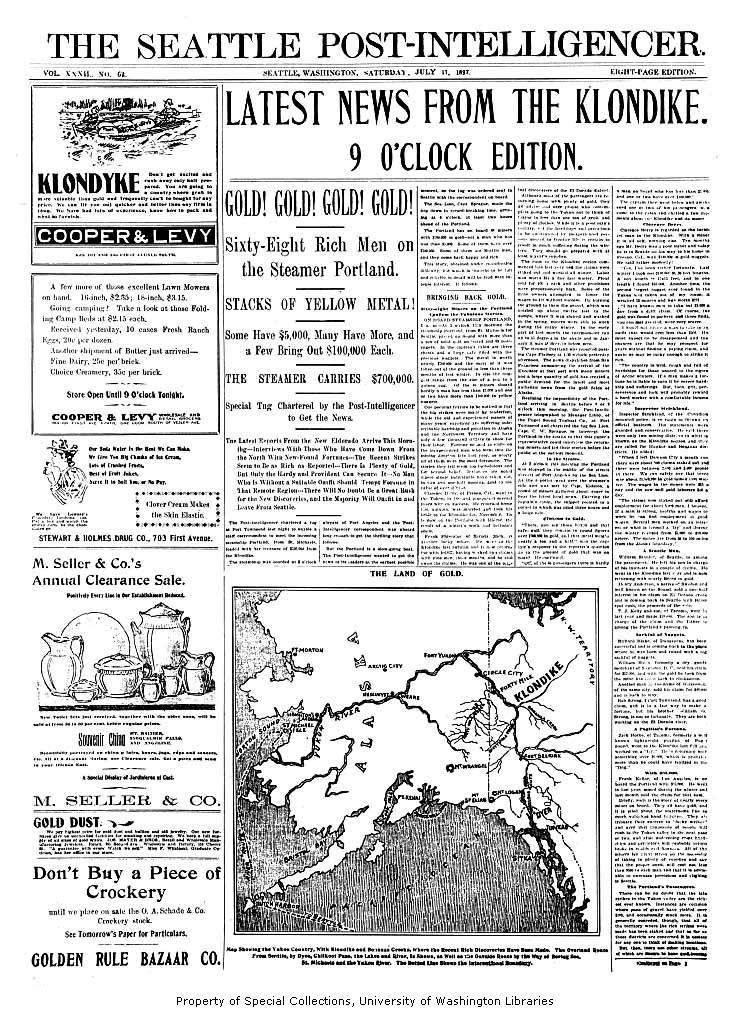
anunțând primul transport de aur din Klondike,

În goana după aur din Klondike, aproximativ 100.000 de oameni au încercat să ajungă la terenurile aurifere din Klondike, dintre care numai în jur de 30.000 până la 40.000 au și ajuns în cele din urmă. A fost apogeul goanei după aur din Klondike din vara anului 1897 până în vara anului 1898. Ea a început la 15 iulie 1897 în San Francisco și a fost stimulată și mai mult după alte două zile la Seattle, când primii prospectori s-au întors din Klondike, aducând cu ei cantități mari de aur pe navele Excelsior și Portland. Presa a raportat că un total de 1.139.000 de dolari (echivalentul a 1 miliard de dolari la prețurile din 2010) a fost adus de aceste nave, deși acest lucru s-a dovedit a fi o subestimare. Migrația prospectorilor a atras atât de multă atenție încât cu ei au pornit negustori, scriitori și fotografi.
Diferiți factori stau în spatele acestei reacții bruște de masă. Din punct de vedere economic, știrile au ajuns în SUA la apogeul unei serii de recesiuni financiare și de falimente bancare din anii 1890. Standardul aur al timpului lega banii de hârtie cu producția de aur și penuriile de la sfârșitul secolului al XIX-lea însemnau că dolarii de aur cresc rapid în valoare în raport cu valuta de hârtie și din această cauză, lumea îi strângea. Acest lucru a contribuit la panica din 1893⁠(d) și panica din 1896⁠(d), care au provocat șomaj și incertitudine financiară. Exista o imensă cerere nesatisfăcută de aur în întreaga lume dezvoltată, pe care Klondike promitea să o satisfacă, iar pentru indivizi, regiunea promitea salarii mai mari sau siguranță financiară.
Din punct de vedere psihologic, după cum descrie istoricul Pierre Berton, Klondike era un loc „suficient de îndepărtat pentru a fi romantic și suficient de apropiat pentru a fi accesibil”. În plus, porturile din Pacific cele mai apropiate de locurile unde se găsise de aur erau disperate să încurajeze comerțul și călătoria în regiune. Jurnalismul de masă al perioadei a promovat evenimentul și povestirile de interes uman care stau în spatele acestuia. O campanie publicitară mondială, gândită în mare parte de Erastus Brainerd, un ziarist din Seattle, a contribuit la transformarea orașului în principalul centru de aprovizionare și punct de plecare către terenurile aurifere.
Prospectorii proveneau din multe țări, deși o majoritate estimată de 60 până la 80% erau americani sau imigranți recenți în America. Majoritatea nu aveau experiență în industria minieră, fiind funcționari sau negustori. Demisiile în masă de personal cauzate de goana după aur au devenit notorii. În Seattle, au demisionat primarul, doisprezece polițiști și un procent semnificativ din vatmanii orașului.
Câțiva căutători de aur erau celebri: John McGraw⁠(d), fostul guvernator al Washingtonului, a plecat după aur, împreună cu proeminentul avocat și sportiv A. Balliot. Frederick Burnham⁠(d), un binecunoscut cercetaș și explorator american, a sosit din Africa, doar pentru a fi chemat înapoi pentru a lua parte la cel de al Doilea Război al Burilor. Printre cei care au documentat goana s-a numărat fotograful Eric Hegg⁠(d), născut în Suedia, care a realizat o parte din imaginile emblematice de pe pasul Chilkoot, și reporterul Tappan Adney⁠(d), care a scris apoi o istorisire din memoria personală. Jack London, viitorul scriitor american, a plecat să caute aur, dar a câștigat mai mulți bani în timpul goanei după aur lucrând pentru prospectori.
 

Seattle și San Francisco au concurat aprig pentru businessurile din timpul goanei, iar Seattle a atras cea mai mare parte a comerțului. Într-adevăr, unul dintre primii care au plecat în goana după aur a fost William D. Wood, primarul orașului Seattle, care a demisionat și a fondat o companie care transporta prospectori în Klondike. Publicitatea în jurul goanei după aur a dus la apariția pe piață a unei avalanșe de bunuri de marcă. Îmbrăcăminte, echipamente, alimente și medicamente se vindeau ca mărfuri „Klondike”, despre care se presupune că ar fi fost produse special pentru nord-vest. Au fost publicate ghiduri, ce ofereau sfaturi cu privire la rute, echipamente, minerit și capitalul necesar întreprinderii. Ziarele timpului au denumit acest fenomen „Klondikită”.

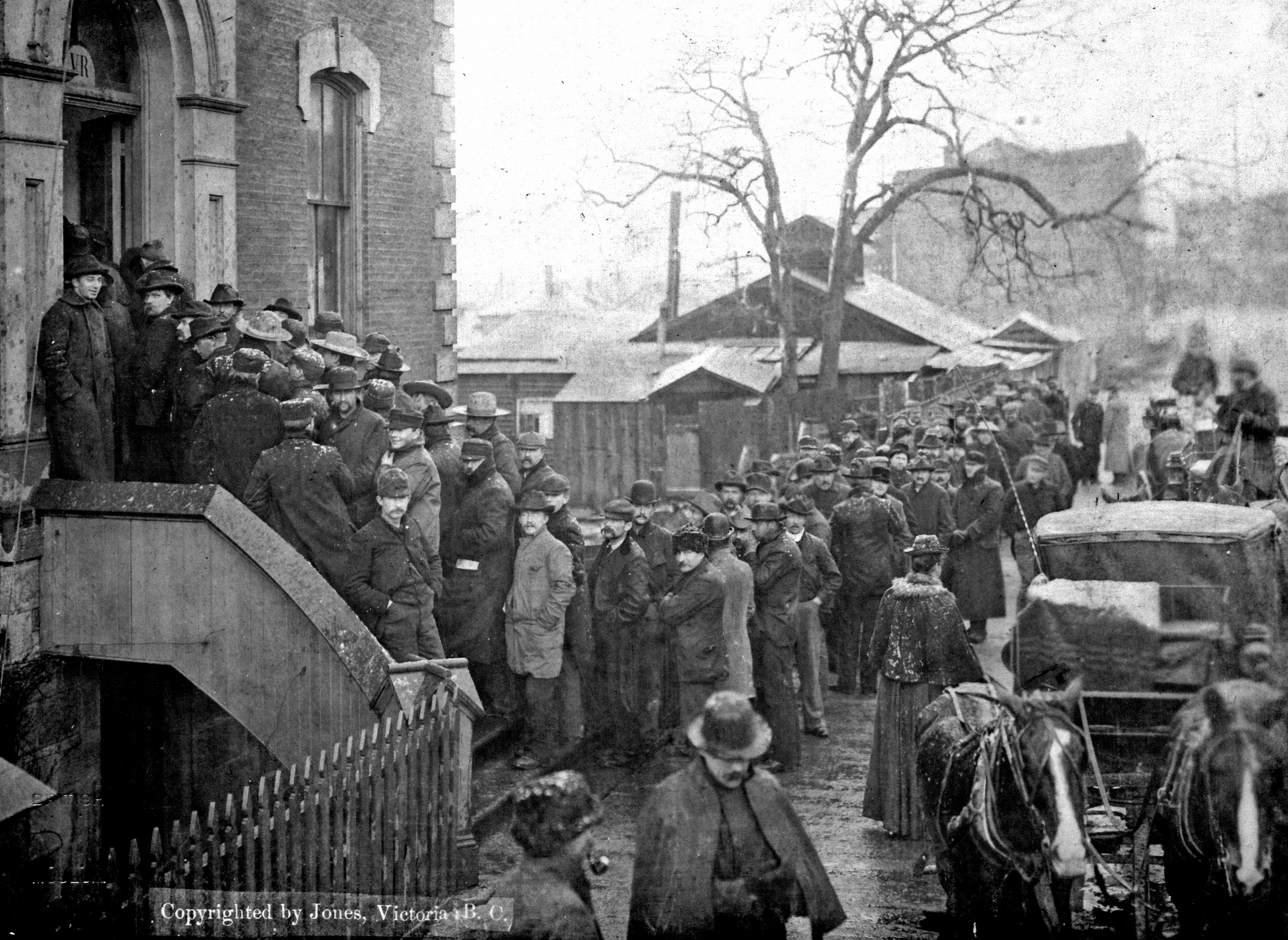
Klondikeri cumpărând licențe de minerit la casa vamală din Victoria, B.C., în data de 12 februarie 1898
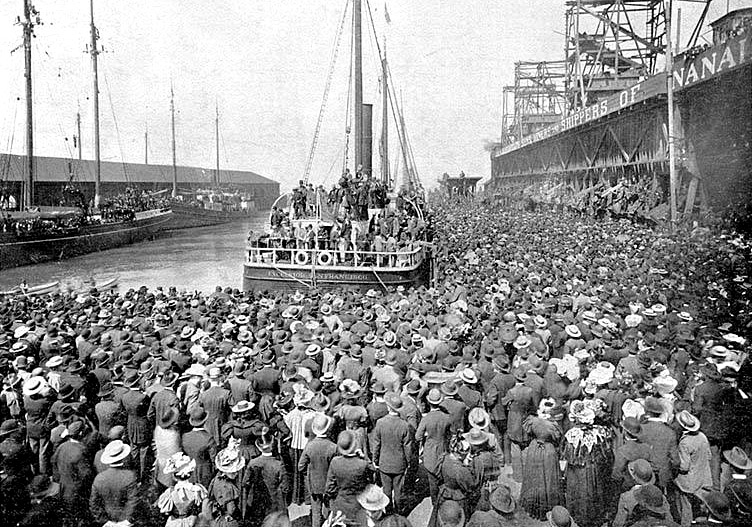
S/S Excelsior pleacă din San Francisco, la 28 iulie 1897, către Klondike.[l]
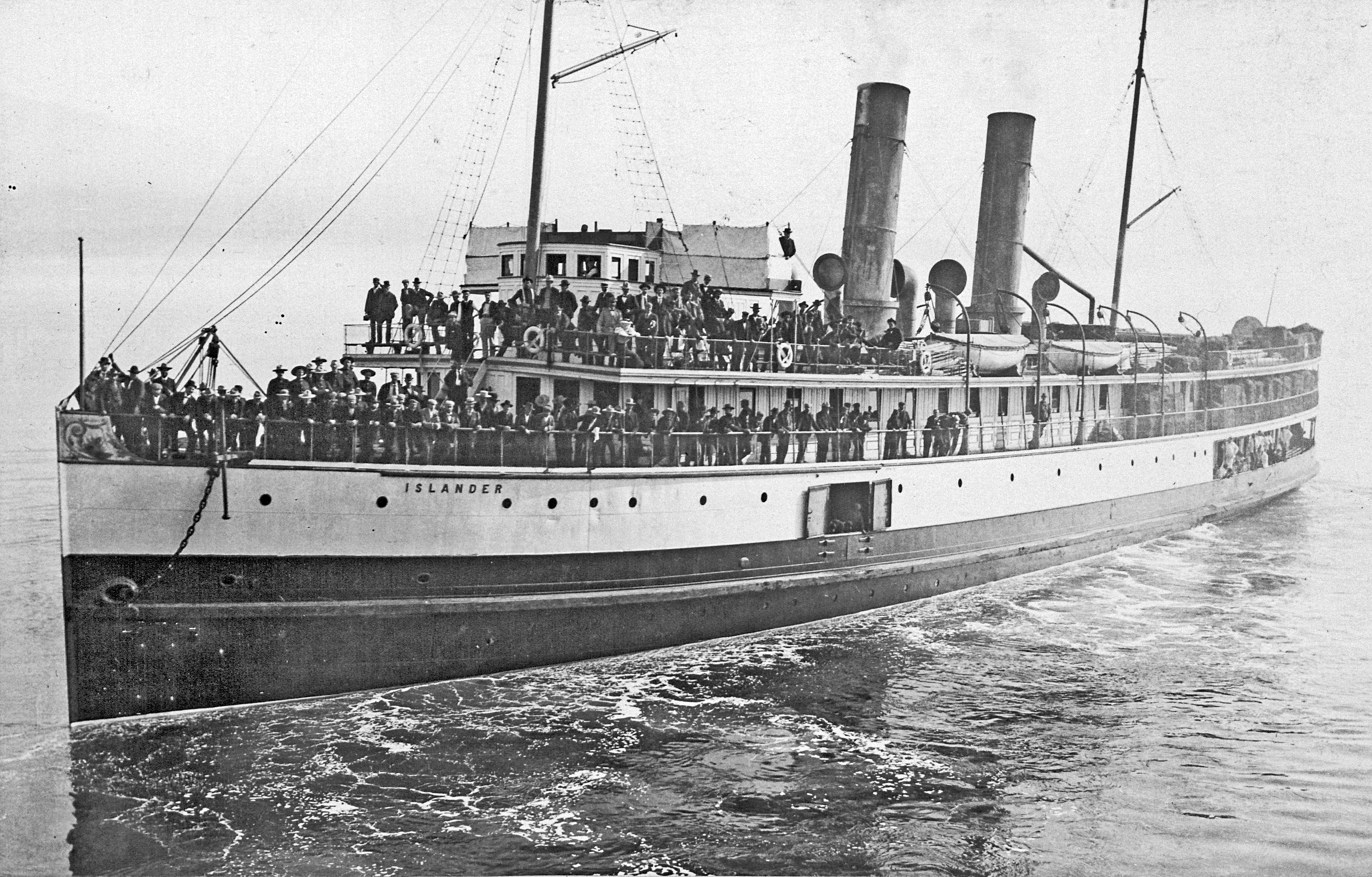
SS Islander plecând din Vancouver spre Skagway, 1897

## Traseele către Klondike

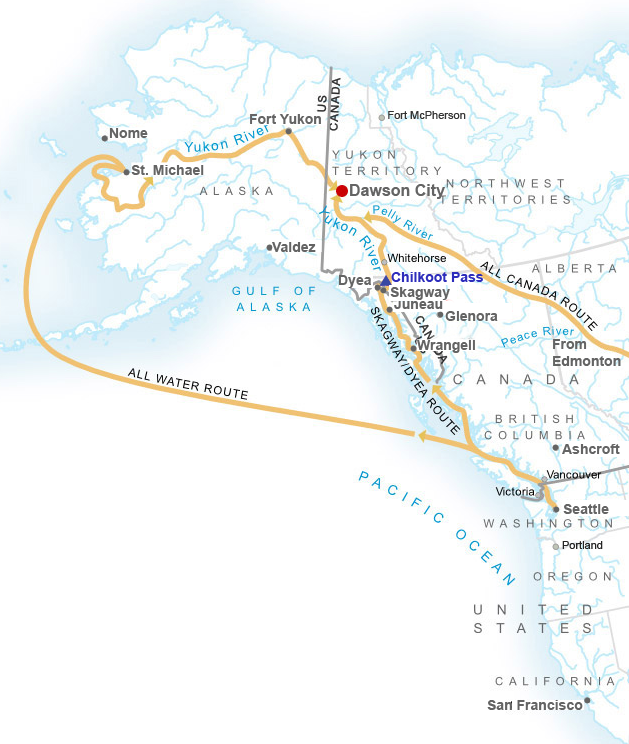
Traseele către Klondike (punctul roșu). Pentru detalii, vezi anexa.

La Klondike se poate ajunge numai pe râul Yukon, fie urcând în amonte din deltă, fie coborând în aval dinspre izvoare, fie de undeva de pe cursul mijlociu, prin intermediul unuia din afluenți. Ambarcațiunile fluviale puteau naviga pe Yukon dinspre deltă pe timpul verii până la un punct numit Whitehorse, deasupra Klondike-ului. Călătoria era în general îngreunată atât de geografie, cât și de climă. Regiunea era una montană, unde râurile au curs meandrat și adesea sunt imposibil de traversat; scurtele veri puteau fi și fierbinți, dar din octombrie până în iunie, în timpul iernilor lungi, temperaturile puteau scădea sub -50°C.
Sprijinul pentru transportul proviziilor varia și el; unii își aduseseră câini, cai, catâri sau boi, în timp ce alții trebuia să se bazeze pe transportarea echipamentului în spate sau pe săniile trase cu mâna. La scurt timp după începerea goanei în 1897, autoritățile canadiene introduseseră reguli care impuneau oricui intră în teritoriul Yukon să aducă cu sine provizii de hrană pentru un an; acestea cântăreau de regulă peste 500 kg. Dacă se includeau și echipamentele de camping, instrumentele și alte elemente esențiale, un călător tipic transporta circa o tonă. Desigur, prețul animalelor de povară a explodat; la Dyea, chiar și caii de proastă calitate puteau fi vânduți pentru 700 de dolari (19.000 de dolari astăzi) sau să fie închiriați pentru 40 de dolari pe zi.
De la Seattle sau San Francisco, prospectorii puteau călători pe mare până la porturile din Alaska. Ruta pe lângă coastă este astăzi denumită Trecerea Interioară⁠(d). Ea ducea la porturile Dyea și Skagway, plus locurile de acostare aproape de alte poteci din apropiere. Creșterea bruscă a cererii a încurajat punerea în funcțiune a unei serii de nave vechi, inclusiv nave cu zbaturi, bărci de pescuit, barje și nave de cărbune încă pline de praf de cărbune. Toate erau supraîncărcate și multe s-au scufundat.

### Ruta numai pe apă
Se putea merge numai pe apă până la Klondike, mai întâi de la Seattle, de-a lungul Pacificului de Nord până la coasta Alaskăi. De la St. Michael⁠(d), în delta Yukonului, o ambarcațiune fluvială putea să-i ducă pe prospectori tot restul drumului spre Dawson, adesea ghidat de unul dintre băștinașii Koyukon⁠(d) care locuiau lângă St. Michael. Deși această rută pe apă, denumită și „drumul bogatului”, era costisitoare și lungă — 7.600 km în total — ea atrăgea prin viteză și prin faptul că evita călătoriile grele pe uscat. La începutul goanei, un bilet putea fi cumpărat pentru 150 de dolari (4050 de dolari astăzi), iar în iarna 1897–98, tariful ajunsese la 1.000 de dolari (27.000 de dolari astăzi).
În 1897, 1800 de călători au încercat acest traseu, dar marea majoritate au fost blocați de-a lungul râului când acesta a înghețat în octombrie. Doar 43 au ajuns cu succes la Klondike înaintea venirii iernii, iar din aceștia 35 a trebuit să se întoarcă, după ce și-au aruncat echipamentul pe drum ca să ajungă la timp la destinație. Restul s-au găsit în mare parte blocați în tabere și așezări izolate de-a lungul râului acoperit de gheață, adesea în circumstanțe disperate.

### Traseele prin Dyea / Skagway
Majoritatea prospectorilor au debarcat în orașele Dyea și Skagway din sud-estul Alaskăi, ambele situate la capul canalului natural Lynn⁠(d) la capătul Trecerii Interioare. De acolo, ei trebuia să călătorească 48 km de-a lungul lanțurilor montane în Teritoriul Yukon al Canadei, apoi să coboare pe rețeaua hidrografică spre Klondike. De-a lungul traseelor, au apărut tabere de corturi în locurile unde prospectorii trebuia să se oprească să mănânce sau să doarmă sau la obstacole, cum ar fi lacurile înghețate de la izvoarele Yukonului. La începutul goanei, un bilet de la Seattle la portul Dyea costa 40 de dolari (1100 de dolari astăzi) pentru o cabină. Curând însă se plăteau câte 100 de dolari (2.700 de dolari astăzi), iar companiile de vapoare ezitau să anunțe prețurile în avans, deoarece ele puteau crește în fiecare zi.

#### Traseul prin White Pass

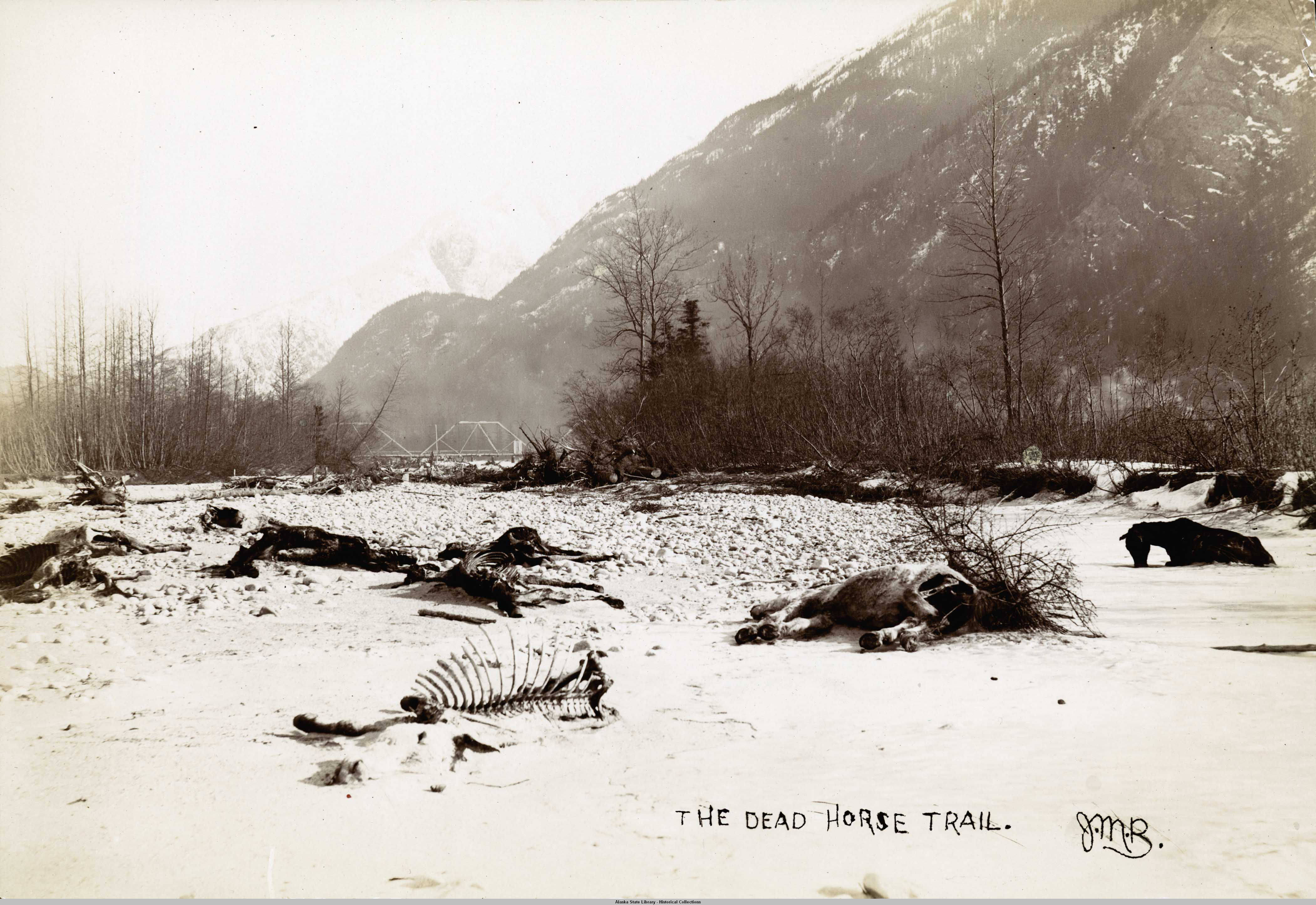
Cai morți pe traseul White Pass, 1898

Cei care debarcau la Skagway se îndreptau spre White Pass („Trecătoarea Albă”) înainte de a traversa spre Lacul Bennett⁠(d). Deși traseul începea ușor, el urca pe mai mulți munți, cu poteci înguste până la 60 cm și în zonele mai largi acoperite cu bolovani și roci ascuțite. În aceste condiții, caii mureau în număr mare, dând traseului numele neoficial de Dead Horse („Calul Mort”). Volumele călătorilor și vremea umedă au făcut traseul de netrecut și, până la sfârșitul anului 1897, a fost închis până la noi ordine, lăsând în jur de 5.000 blocați în Skagway. 
S-a construit în cele din urmă un drum alternativ, cu plată, care, combinat cu vremea rece care a înghețat terenul noroios, a făcut ca White Pass să se redeschidă și ca prospectorii să înceapă să se îndrepte spre Canada. Mărfurile și echipamentele care trebuia să treacă prin pas trebuia să fie transportate în etape. Cei mai mulți și-au împărțit lucrurile în pachete de 29 kg, pe care le putea căra în spate un om, sau încărcături mai grele care puteau fi trase cu mâna pe o sanie. Transportând aceste pachete și mergând pe jos înapoi pentru altele, un prospector avea nevoie de aproximativ treizeci de drumuri dus-întors, pe o distanță de cel puțin 4.000 km, pentru a-și muta toate proviziile până la capătul traseului. Chiar și cu ajutorul unei sanii grele, un bărbat puternic trebuia să parcurgă 1.600 km în circa 90 de zile pentru a ajunge la Lacul Bennett.

#### Drumul Chilkoot

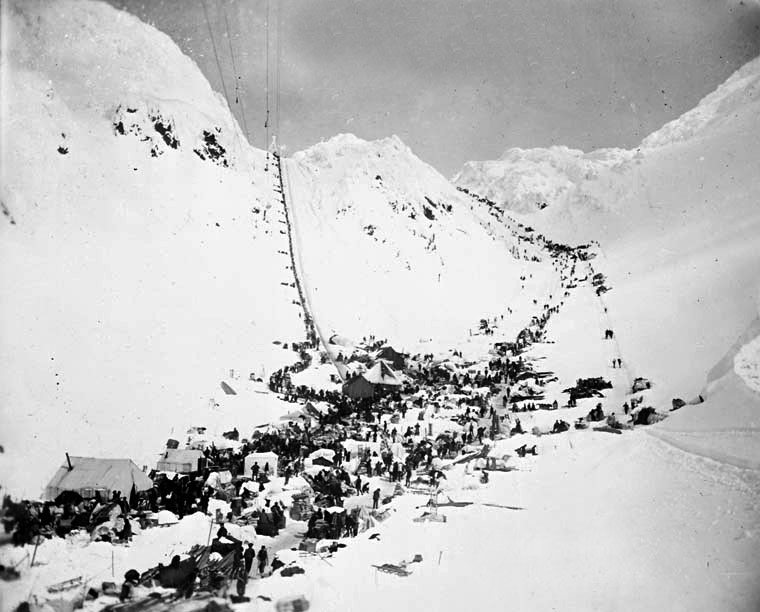
Prospectori cu provizii pe pasul Chilkoot. În față: Balanța, stânga: Treptele de Aur. Circa martie 1898.

Cei care debarcau la Dyea, orașul vecin cu Skagway, călătoreau pe drumul Chilkoot⁠(d) și treceau pasul pentru a ajunge la Lacul Lindeman, care se vărsa în Lacul Bennett, la izvoarele Yukonului. Pasul Chilkoot era mai înalt decât White Pass, dar îl foloseau mai mulți: în jur de 22.000 în timpul goanei după aur. Traseul urca prin tabere, până când ajunge la o muchie plană, chiar înainte de ascensiunea principală, care era prea abruptă pentru animale. Această locație era cunoscută sub numele de Balanța deoarece acolo mărfurile erau cântărite înainte de intrarea oficială în Canada. Frigul, drumul abrupt și greutatea echipamentelor făceau ca urcarea să fie extrem de dificilă și putea dura o zi pentru a ajunge la vârful pantei înalte de 300 m.
Ca și pe drumul de pe White Pass, proviziile trebuia să fie împărțite în pachete mai mici și transportate pe porțiuni. De-a lungul drumului erau disponibili oameni pregătiți să efectueze livrări contra cost, dar cereau până la 1 dolar (27 de dolari astăzi) pe livră (0,45 kg) în etapele ulterioare; mulți dintre acești transportatori erau indigeni: amerindieni Tlingit sau, mai rar, Tagish.  Avalanșele erau obișnuite în munți, iar la 3 aprilie 1898, o astfel de avalanșă a ucis peste 60 de persoane care călătoreau pe Pasul Chilkoot.
Antreprenorii au început să ofere soluții pe măsură ce iarna înainta. S-au sculptat trepte în gheață în Pasul Chilkoot, care puteau fi folosite pentru o taxă zilnică, această scară de 1500 de trepte devenind cunoscută sub numele de „Treptele de Aur”. Până în decembrie 1897, Archie Burns a construit un funicular până în părțile finale ale Pasului Chilkoot. Un cal în partea de jos învârtea o roată, care trăgea o frânghie ce ducea în sus și înapoi; încărcătura era urcată pe săniile trase de frânghie. Au urmat cinci alte funiculare, unul alimentat cu un motor cu aburi, cu prețuri între 8 și 30 de cenți (2–8 dolari astăzi) pe livră. În primăvara lui 1898 s-a construit și un teleferic capabil să transfere 9 tone de mărfuri pe oră până la vârf.

#### Izvoarele Yukonului
La lacurile Bennett și Lindeman, prospectorii campau pentru a-și construi plute sau ambarcațiuni cu care să meargă ultimele 500 mile (800 km) în jos pe Yukon până la Dawson City primăvara. 7124 ambarcațiuni de mărimi și grade diferite de calitate au pornit la drum în mai 1898; până atunci pădurile din jurul lacurilor fuseseră în mare măsură tăiate pentru cherestea. Râul reprezenta o nouă problemă. În amonte de Whitehorse, era periculos, cu mai multe repezișuri de-a lungul canionului Miles până la Repezișurile White Horse.
După ce mai multe ambarcațiuni au fost distruse și câteva sute de persoane au murit, Poliția Călare a Nord-Vestului⁠(d) (NWMP) a introdus reguli de siguranță, verificând⁠(d) cu grijă bărcile și interzicând femeilor și copiilor să călătorească prin repezișuri. Reguli suplimentare stipulau că orice ambarcațiune care transportă pasageri trebuie să aibă un pilot licențiat⁠(d), document care de obicei costa 25 de dolari (680 dolari astăzi), deși unii prospectori își lăsau ambarcațiunile să navigheze fără pilot, cu intenția de a le colecta de cealaltă parte. În timpul verii, o cale ferată cu cai a fost construită de Norman Macaulay, capabilă să transporte bărci și echipamente prin canion, cu un preț de 25 de dolari (680 dolari astăzi), eliminând necesitatea ca prospectorii să navigheze pe repezișuri.

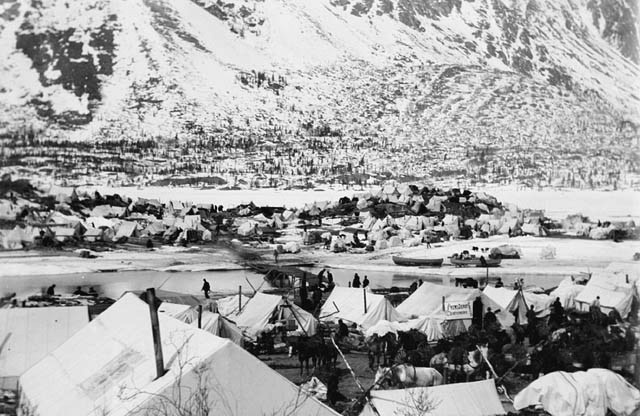
Prospectori într-o tabără de corturi la așteptând ruperea gheții pe fluviul Yukon, mai 1898.

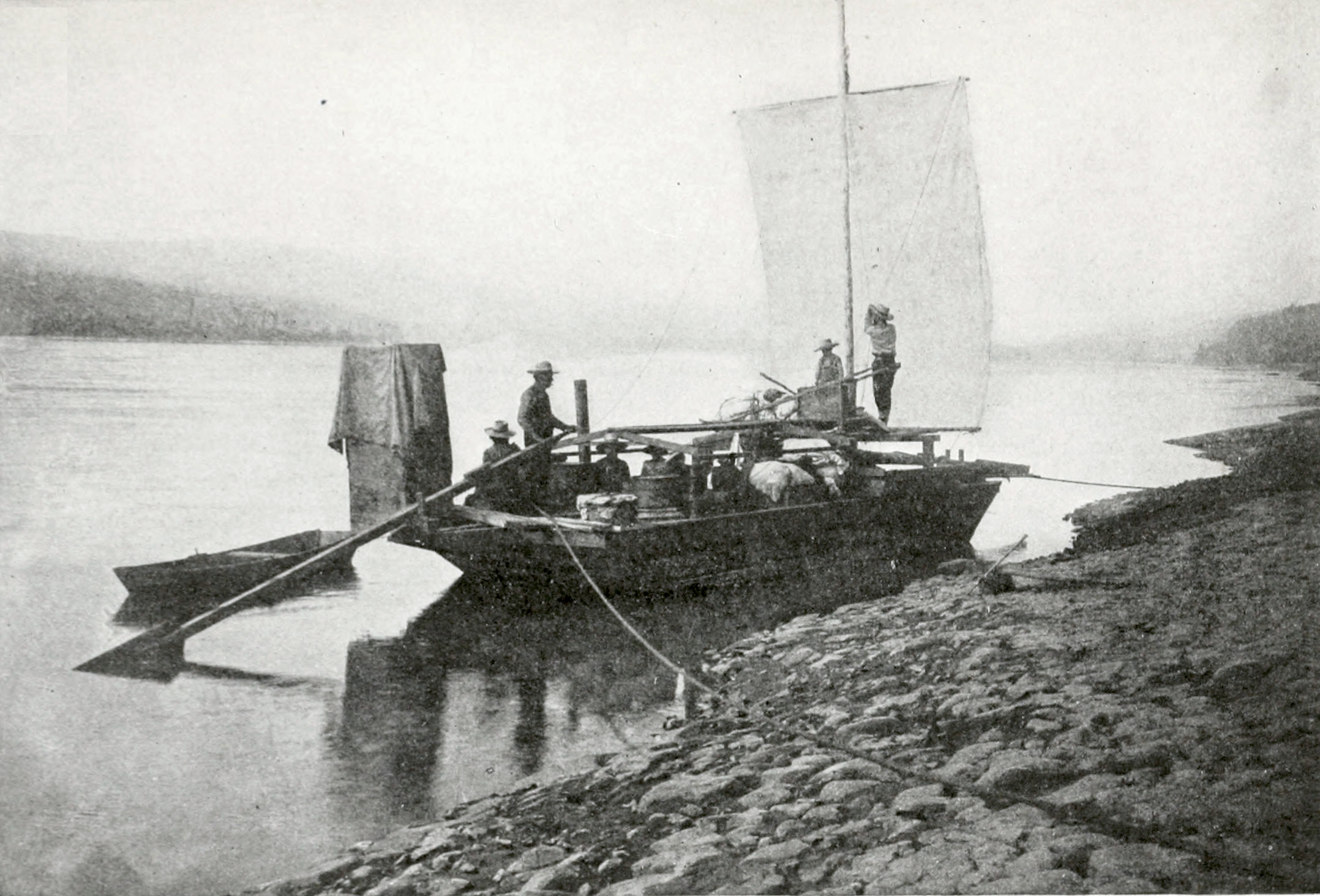
Klondikeri navigând spre Dawson pe cursul superior al Yukonului, 1898.

#### Trasee paralele
Au mai existat câteva trasee stabilite în 1898 din sud-estul Alaskăi până la râul Yukon. Unul dintre ele a fost traseul Dalton: pornind de la Pyramid Harbour, aproape de Dyea, el ducea pe Pasul Chilkat⁠(d) la câteva mile vest de Chilkoot și apoi spre nord până la râul Yukon, pe o distanță de aproximativ 350 mile (560 km). Acesta a fost creat de Jack Dalton ca traseu de vară, destinat bovinelor și cailor, iar Dalton cerea 250 de dolari (6,800 de dolari astăzi) pentru utilizarea lui.
Traseul Takou pornea din Juneau și ducea spre nord-est către lacul Teslin. De aici urma cursul unui râu spre Yukon, unde se întâlnea cu traseul din Dyea și Skagway într-un punct la jumătatea drumului spre Klondike. Aceasta însemna tractarea canoelor și împingerea lor cu cangea înspre amonte și prin noroi, împreună cu trecerea unui munte de 1.500 m pe o potecă îngustă. În sfârșit, mai exista și traseul Stikine pornind de la portul Wrangell și mai la sud-est de Skagway. Această rută urca pe râul Stikine, către Glenora, cel mai din amonte punct navigabil. Din Glenora, prospectorii trebuia să-și transporte bunurile cale de 240 km până la lacul Teslin, unde, la fel ca și pe traseul Takou, se întâlneau cu sistemul râului Yukon.

### Drumurile exclusiv canadiene

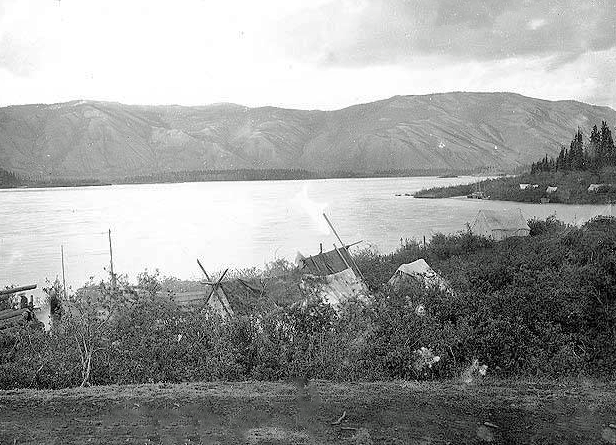
Tabără de corturi de-a lungul un afluent canadian al Yukonului, 1898.

O alternativă la porturile din sud-estul Alaskăi erau rutele exclusiv canadiene, numite astfel deoarece duceau pe aproape tot parcursul prin teritoriul canadian. Acestea erau populare pentru britanici și canadieni din motive patriotice și pentru că evitau vămile americane. Primul dintre acestea, în jur de 1.600 km lungime, pornea de la Ashcroft⁠(d) în Columbia Britanică și traversa mlaștini, defilee și munți , până când se întâlnea cu traseul Stikine River la Glenora. Din Glenora, prospectorii se confruntau cu aceleași dificultăți ca și cei care veneau dinspre Wrangell. Cel puțin 1.500 de oameni au încercat să călătorească pe traseul Ashcroft și 5.000 pe Stikine. Noroiul și gheața înmuiată de pe cele două rute s-au dovedit a fi epuizante, omorând sau incapacitând animalele de povară și creând haos printre călători.
Alte trei rute porneau de la Edmonton, Alberta ; acestea nu erau mult mai bune — abia puteau fi numite trasee — deși erau promovate ca „drumul cunoscătorilor” și „ușa din spate de la Klondike”. Una dintre ele, „traseul de pe uscat”, se îndrepta spre nord-vest de la Edmonton, întâlnindu-se în cele din urmă cu Peace River⁠(d) și apoi continuând pe uscat spre Klondike, traversând râul Liard⁠(d). Pentru a încuraja călătoria prin Edmonton, guvernul l-a angajat pe TW Chalmers să construiască un drum, care a devenit cunoscut sub numele de Drumul Klondike⁠(d) sau Drumul Chalmers. Celelalte două trasee, cunoscute sub numele de „rutele pe apă”, implicau mai mult călătorii pe râu. Unul ducea cu barca de-a lungul râurilor și pe uscat până la bazinul Yukonului de la Pelly River⁠(d) și de acolo la Dawson. Un altul ducea spre pe la nord de Dawson, pe râul Mackenzie, la Fort McPherson, înainte de a intra în Alaska și de a se întâlni cu râul Yukon la Fort Yukon, în aval de Klondike. De aici, barca și echipamentele trebuia să fie trase pe Yukon cam 640 km Aproximativ 1.660 de călători au circulat pe aceste trei căi, dintre care doar 685 au sosit, unora luându-le până la 18 luni pentru a face călătoria.

#### Drumul exclusiv american
Un echivalent al rutelor exclusiv canadiene era „traseul exclusiv american”, care urmărea să ajungă la Yukon din portul Valdez⁠(d), care se afla mai departe de Skagway de-a lungul coastei Alaskăi. Se spera că acesta ar fi evitat posturile vamale canadiene și ar fi oferit un drum spre interior controlat de americani. De la sfârșitul anului 1897, 3500 de bărbați și femei au apucat acest dum; întârziați de zăpezile iernii, ei și-au reluat eforturile primăvara.
În practică, uriașul ghețar Valdez, care se afla între port și interiorul Alaskăi, s-a dovedit a fi aproape nepenetrabil și doar 200 de oameni au reușit să urce; până în 1899, frigul și scorbutul provoca multe decese printre ceilalți. Alți prospectori au încercat o rută alternativă peste ghețarul Malaspina⁠(d) dinspre est, suferind greutăți și mai mari. Cei care reușiseră să treacă a trebuit să treacă prin mulți kilometri de sălbăticie înainte de a ajunge la Dawson. Expediția lor a fost forțată să se întoarcă înapoi pe același drum, cu doar patru supraviețuitori.

### Controlul de frontieră

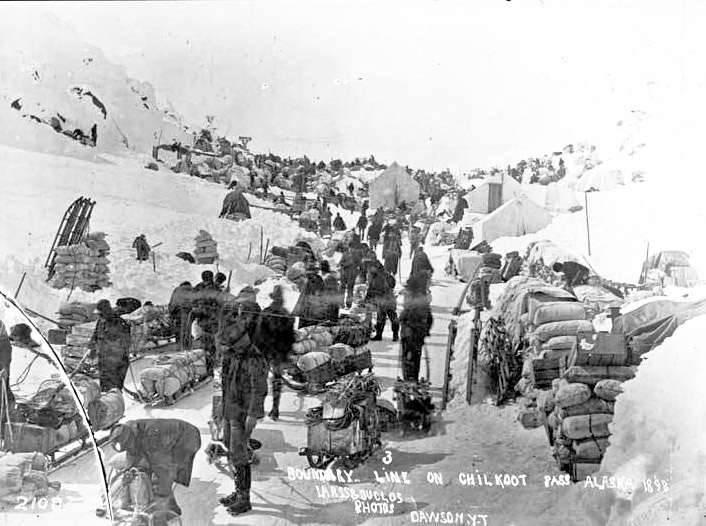
Frontiera americano-canadiană pe Pasul Chilkoot, 1898

Granițele Alaskăi de sud-est cu Canada erau disputate⁠(d) între SUA, Canada și Regatul Unit după achiziția Alaskăi de la Rusia de către americani în 1867. Statele Unite și Canada revendicau ambele porturile Dyea și Skagway. Acest lucru, combinat cu numărul de prospectori americani, cantitățile de aur extrase și dificultățile de exercitare a autorității guvernamentale într-o zonă atât de izolată, făceau ca controlul frontierelor să fie o chestiune sensibilă. 
Încă de la începutul goanei după de aur, armata americană a trimis un mic detașament⁠(d) către Circle City, în caz că ar fi necesară o intervenție la Klondike, în timp ce guvernul canadian a luat în calcul interzicerea accesului pe teritoriul Yukon pentru toți prospectorii americani. Niciuna din acestea nu s-a întâmplat și, în schimb, Statele Unite au convenit să facă din Dyea sub-port de intrare pentru canadieni, permițând navelor britanice să debarce liber acolo pasageri și mărfuri canadiene, în timp ce Canada a fost de acord să permită minerilor americani să opereze în Klondike. Ambele decizii au fost nepopulare în rândul publicului din țările lor: oamenii de afaceri americani s-au plâns că dreptul lor la monopol asupra comerțului regional a fost subminat, în timp ce publicul canadian cerea o acțiune împotriva minerilor americani.
Poliția Călare a Nord-Vestului a stabilit posturi de control la granițele teritoriului Yukon sau, acolo unde granița era în dispută, în puncte ușor de controlat, cum ar fi Pasul Chilkoot și White Pass. Aceste unități erau înarmate cu tunuri Maxim. Sarcinile lor cuprindeau aplicarea regulilor care impuneau călătorilor să vină cu provizii pentru un an pentru a li se permite să intre în teritoriul Yukon, să verifice armele ilegale, să împiedice intrarea infractorilor și să colecteze taxele vamale.
Această ultimă sarcină a fost deosebit de nepopulară în rândul prospectorilor americani, care se vedeau obligați să plătească în medie 25% din valoarea bunurilor și a proviziilor. Polițiștii călare aveau o reputație de onestitate în îndeplinirea îndatoririlor, dar au existat și acuzații de luare de mită. Prospectorii, pe de altă parte, încercau să introducă ilegal mărfuri valoroase, cum ar fi de mătasea și whisky-ul, ascunse în cutii și baloturi de fân: primul articol pentru doamne, cel de al doilea pentru crâșme.

## Mineritul
Dintre cele 30.000 până la 40.000 de persoane care se estimează că au ajuns la Dawson City în timpul goanei după aur, doar aproximativ 15.000 până la 20.000 au devenit prospectori. Dintre acestea, nu mai mult de 4.000 au găsit și doar câteva sute chiar s-au îmbogățit. Când a sosit grosul năvalei în 1898, cele mai bune pârai fuseseră deja revendicate fie de mai vechii mineri din regiune, fie de primii sosiți din anul anterior. Au fost luate toate râurile Bonanza, Eldorado, Hunker și Dominion, aproape 10.000 de titluri de exploatație fiind înregistrate de autorități până în iulie 1898; un nou prospector trebuia să caute mai departe pentru a-și găsi o exploatație a lui.
Din punct de vedere geologic, regiunea era pătrunsă de filoane de aur, împinse la suprafață prin acțiuni vulcanice și apoi erodate de acțiunea râurilor și a cursurilor de apă, lăsând pepite și praf de aur în depozite cunoscute sub denumirea de placer mining⁠(d). Unele minereuri se aflau de-a lungul albiilor râurilor, de obicei la 5–9 m sub suprafață.  Altele, formate chiar de pâraie și mai vechi, se întindeau de-a lungul dealurilor; aceste depozite erau numite bench gold. Găsirea aurului era o provocare. Inițial, minerii au presupus că tot aurul va fi de-a lungul râurilor existente, și abia mai târziu în 1897 au început să fie exploatate și dealurile. Aurul era distribuit neuniform în zonele în care se găsea, ceea ce făcea ca predicția siturilor miniere bune să fie foarte incertă. Singurul mod de a fi sigur că aurul este prezent era efectuarea de săpături efective de explorare.

### Metode

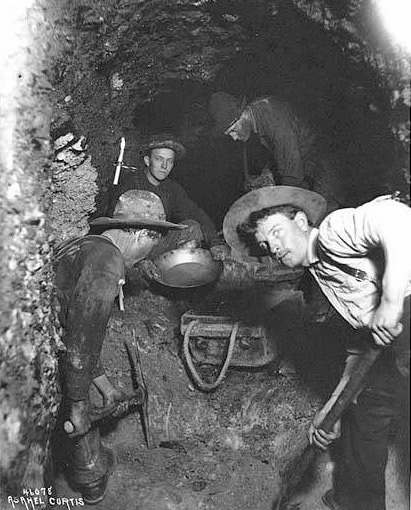
Mineritul într-un puț, 1898.

Activitatea minieră a început prin curățarea terenului de vegetație și de pietriș. Gropi de prospectare au fost apoi săpate într-o încercare de a găsi minereu sau de a „da lovitură”. Dacă aceste găuri păreau productive, puteau începe săpături corespunzătoare, cu scopul de a ajunge până la roca de bază, unde se găsea cea mai mare parte a aurului. Săpăturile erau monitorizate cu atenție în caz că operațiunea trebuia să fie schimbată pentru a permite modificarea direcției.
În clima subarctică de pe Klondike, un strat dur de permafrost se afla la numai 2 m sub suprafață.   De obicei, aceasta însemna că mineritul în regiune se practică numai în lunile de vară, dar presiunea goanei după aur a făcut ca o astfel de întârziere să devină inacceptabilă. Exista la sfârșitul secolului al XIX-lea tehnologia pentru a rezolva această problemă, inclusiv extracția hidraulică și decaparea și dragarea⁠(d), dar echipamentul greu necesar pentru aceasta lucru nu a putut fi adus în Klondike în timpul goanei după aur.
În schimb, minerii s-au bazat pe focul aprins cu lemne pentru a înmuia terenul până la o adâncime de aproximativ 35 cm pentru a înlătura apoi pietrișul rezultat. Procesul era repetat până când se ajungea la aur. Teoretic, datorită permafrostului, nu era nevoie de prevenirea surpării puțului, deși, în practică, uneori focul topea permafrostul și provoca prăbușirea. Focurile puteau degaja și gaze toxice, care trebuiau îndepărtate prin burdufuri sau alte unelte. „Noroiul” rezultat din mine îngheța repede în timpul iernii și ar putea fi procesat numai în lunile calde de vară. O abordare alternativă, mai eficientă, denumită dezghețul cu aburi, a fost concepută între anii 1897 și 1898; aceasta folosea un cuptor pentru a pompa abur direct în pământ, dar din moment ce necesita echipamente suplimentar, nu era o tehnică răspândită în anii goanei.

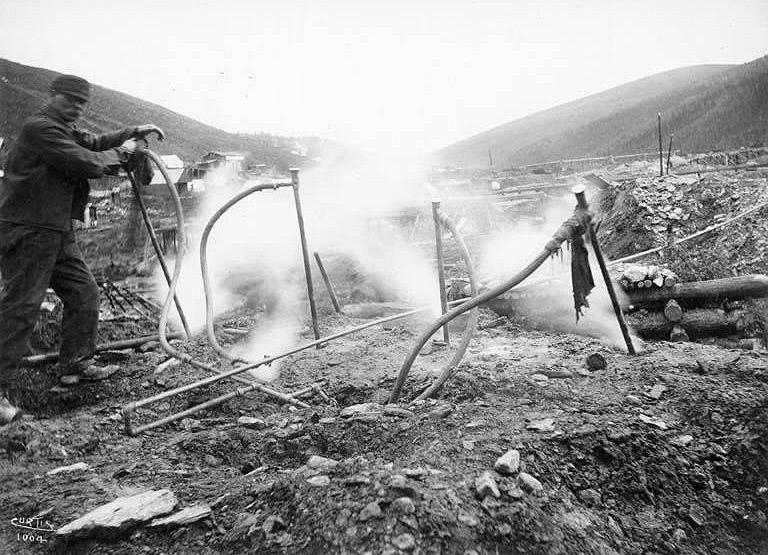
Dezghețare cu abur, 1898

Vara, apa era folosită pentru a curăța noroiul, separând aurul mai greu de pietriș. Acest lucru necesita ca minerii să construiască șanțuri, care au fost secvențe de cutii de lemn de 4,5 m lungime, prin care noroiul se spăla; era nevoie de până la 20 dintre acestea pentru fiecare operațiune minieră. La rândul lor, șanțurile necesitau o mulțime de apă, de obicei produsă printr-un baraj și șanțuri sau țevi brute. Exploatarea de „bench gold” de pe colinele dealurilor nu putea utiliza linii de deviere deoarece apa nu putea fi pompată atâț de sus. În schimb, aceste mine utilizau balansoare, cutii care se mișcau înainte și înapoi ca un leagăn, pentru a crea mișcarea necesară separării. În cele din urmă, praful de aur rezultat putea fi exportat din Klondike; schimbul cu bani de hârtie la o rată de 16 dolari (430 dolari) pe uncie troy (ozt) prin una dintre cele mai importante bănci deschise în Dawson City, sau pur și simplu utilizat ca monedă de schimb cu negustorii locali.

### Afaceri
Reușita operațiunilor miniere avea nevoie de timp și de capital, mai ales odată ce majoritatea masei lemnoase din preajma Klondike-ului a fost tăiată. O operațiune minieră realistă ar fi necesitat 1.500 dolari (astăzi, 1.2 milioane de dolari) pentru arderea lemnului pentru a topi terenul, împreună cu aproximativ 1.000 de dolari (800.000 dolari astăzi) pentru a construi un baraj, 1.500 dolari pentru șanțuri și până la 600 de dolari (480.000 de dolari astăzi) pentru cutii cu stăvilare, un total de 4.600 de dolari. Atracția Klondike-ului pentru un prospector era, totuși, aceea că, atunci când se găsea aur, adesea el era foarte concentrat. Unele pâraie din bazinul Klondike erau de cincisprezece ori mai bogate în aur decât cele din California, și mai bogate decât cele din Africa de Sud⁠(d). În doar doi ani, de exemplu, aurul în valoare de 230.000 de dolari (184 milioane de dolari astăzi) a fost extras de pe exploatația 29 din valea pârâului Eldorado.

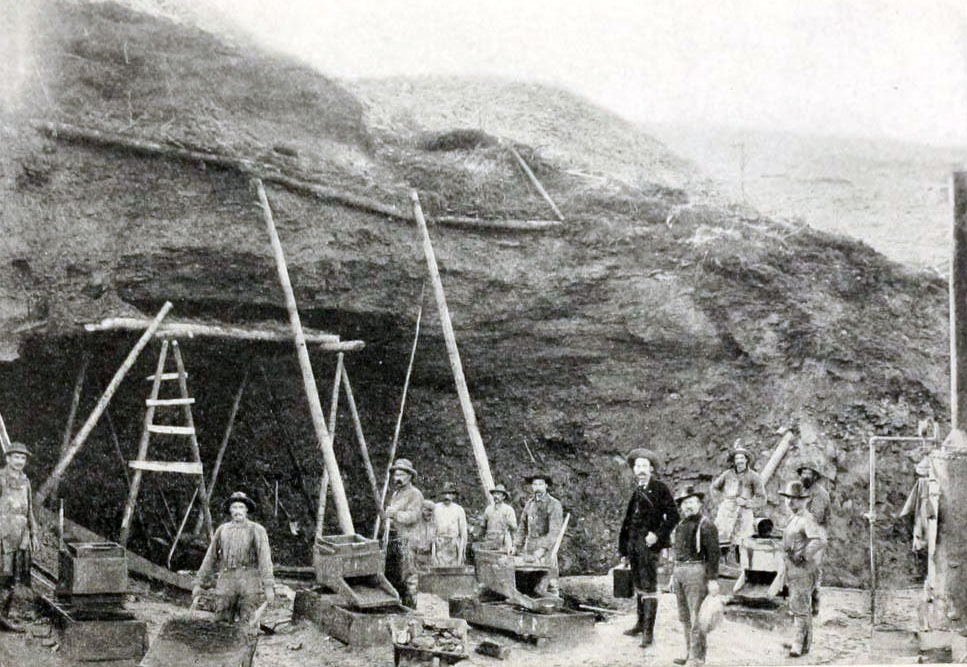
Exploatare în versantul unui deal, cu, c. 1899

În conformitate cu legea canadiană, minerii trebuia să obțină o licență, fie când ajungeau în Dawson, fie pe drumul dinspre Victoria în Canada. Ei puteau apoi prospecta aur și, atunci când găseau o locație adecvată, puteau revendica drepturile de exploatare minieră asupra acesteia. Pentru a obține un titlu de exploatație, un prospector bătea țăruși în pământ la o anumită distanță măsurată unii de alții și apoi se întorcea la Dawson pentru a-și înregistra titlul în schimbul a 15 dolari (410 dolari astăzi). Aceasta trebuia să se facă în mod normal în termen de trei zile, și până în 1897 era permisă un singur titlu de persoană pe district la un moment dat, deși cuplurile căsătorite puteau exploata o lacună care a permitea soției să înregistreze un titlu și pe numele ei, dublând terenul pe care îl puteau exploata.
Proprietatea putea fi exploatată liber timp de un an, după care trebuia să se plătească anual o taxă de 100 de dolari (2.800 de dolari astăzi) trebuia plătită anual. Dacă prospectorul renunța nemotivat la titlu pentru mai mult de trei zile, un alt miner putea să și-l înregistreze. Guvernul canadian a perceput și o redevență între 10 și 20% din valoarea aurului preluat dintr-o astfel de exploatație.
În mod tradițional, un titlu de exploatare minieră se acorda pe o fâșie de 150 m din valea unui pârâu, inclusiv terenul aflat de pe o parte și de alta a văii. Autoritățile canadiene au încercat să reducă această lungime la 50 m, dar sub presiunea minerilor s-au văzut nevoite să accepte 75 m. Singura excepție de la aceasta era titlul de tip „Discovery”, primul înregistrat pe un anume pârâu, care putea avea o lungime de 150 m. Lungimea exactă a exploatărilor era adesea contestată și, atunci când geodezul guvernamental William Ogilvie⁠(d) efectua măsurători pentru soluționarea litigiilor, constata că anumite exploatări depășeau limita oficială. Fracțiunile de teren în exces deveneau apoi disponibile pentru revendicare și uneori erau destul de valoroase.
Titlurile puteau fi tranzacționate. Cu toate acestea, prețul lor depindea de faptul că s-a dovedit say nu că conțin aur. Un prospector cu capital putea să-și asume riscul unei exploatații „nedovedite” pe unul dintre cele mai bune pâraie pentru 5.000 de dolari (4.000.000 de dolari astăzi); un miner mai bogat putea cumpăra o mină „dovedită” pentru 50.000 de dolari (40.000.000 dolari astăzi). Celebra exploatație opt de pe pârâul Eldorado a fost vândută pentru suma de 350.000 de dolari (280 milioane dolari astăzi). Prospectorilor li se permitea și să angajeze pe alții să lucreze pentru ei. Minerii entuziaști, cum ar fi Alex McDonald⁠(d), s-au apucat să acumuleze mine și angajați. McDonald își punea gaz achizițiile pentru credite pe termen scurt, și astfel, în toamna lui 1897, acumulase 28 de titluri de exploatație, cu o valoare estimată de ordinul milioanelor. Swiftwater Bill Gates⁠(d) s-a împrumutat cu sume mari, punând gaj titlul său de pe pârâul Eldorado, bazându-se pe extragerea aurului de către angajați pentru a-și putea plăti dobânzile.
Investitorii mai puțin prosperi sau mai slab finanțați deveneau repede faliți. Unii alegeau să-și vândă echipamentul și să se întoarcă spre sud. Alții se angajau ca muncitori manuali, fie în mine, fie în Dawson; salariul zilnic tipic de 15 dolari (410 dolari astăzi) era unul ridicat după standardele externe, dar scăzut în comparație cu costul vieții în Klondike. Posibilitatea ca un nou pârâu să producă brusc aur, totuși, a continuat să ispitească și prospectori mai săraci. Mici goane în preajma Klondike-ului au continuat în toată perioada, atunci când zvonuri de noi descoperiri făceau câte o mica gloată să dea novală în noi locații, în speranța de a putea să-și înregistreze o exploatație valoroasă.

## Viața în Klondike
Afluxul masiv de prospectori a condus la formarea explozivă de orașe de-a lungul traseelor goanei, Dawson City de pe Klondike fiind cel mai mare. Noile orașe erau aglomerate, adesea haotice, iar multe au dispărut la scurt timp după apariție. Cei mai mulți sosiți erau bărbați, dar au călătorit în regiune și femei, în general soții de prospectori. Unele femei lucrau în sălile de jocuri de noroc și dansau în localuri construite de oameni de afaceri (bărbați și femei), încurajate de cheltuielile generoase ale minerilor de succes.
Dawson a rămas un loc unde domnea relativ legea, sub protecția Poliției Călare canadiene, ceea ce înseamnă că jocurile de noroc și prostituția erau tolerate, în timp ce jafurile și crimele au fost ținute sub control. În schimb, în special portul Skagway, de sub jurisdicția SUA din sud-estul Alaskăi a devenit infam pentru lumea interlopă criminală. Clima extremă și izolarea regiunii însemnau, în general, că aprovizionarea și comunicarea cu lumea exterioară, inclusiv veștile și poșta, erau limitate.

### Orașele explozive

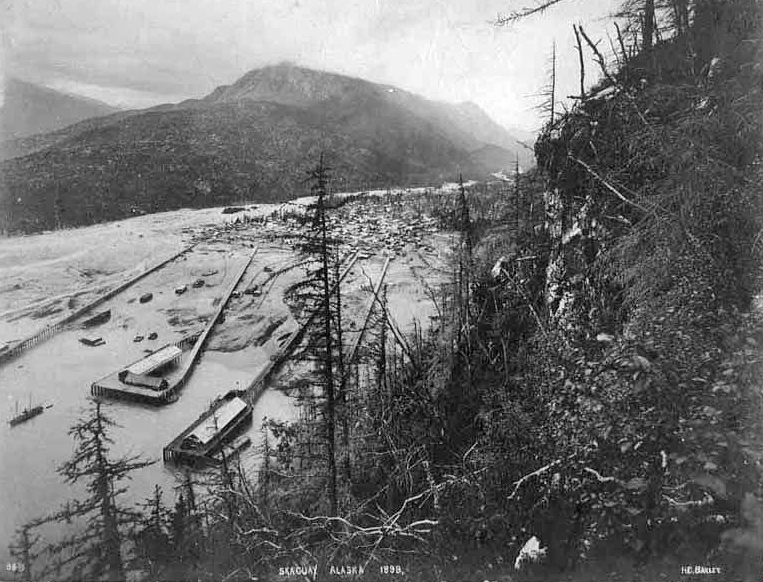
Vedere din Skagway, 1898

Porturile Dyea și Skagway, prin care intrau majoritatea prospectorilor, erau așezări minuscule înainte de goana după aur, fiecare constituit dintr-o singură cabană. Deoarece nu existau chei, navele trebuiau să-și descarce încărcătura direct pe plajă, unde oamenii încercau să își mute mărfurile înainte de venirea fluxului. Inevitabil, se pierdeau multe mărfuri în acest proces. Unii călători sosiți intenționau să furnizeze bunuri și servicii potențialilor mineri; unii dintre aceștia din urmă, la rândul lor, realizând cât de greu ar fi să ajungă la Dawson, alegeau să facă același lucru. În câteva săptămâni, străzile noroioase din Dyea și Skagway erau pline de prăvălii, depozite, crâșme și birouri, înconjurate de corturi și cocioabe.
Skagway a devenit celebru în mass-media internaționale; autorul John Muir⁠(d) descria orașul drept „un cuib de furnici aduse într-o țară străină și agitat cu un băț”. În timp ce Dyea era punct de tranzit și pe parcursul iernii, Skagway a început să capete un caracter mai permanent. Skagway și-a construit și docuri în golf, pentru a atrage o parte mai mare din prospectori. Orașul era practic fără lege, dominat de băutură, de focuri de armă și de prostituție. Superintendentul Poliției Călare canadiene, Sam Steele⁠(d), a remarcat, după o vizită la Skagway, că era „puțin mai bine ca iadul pe pământ ... cam cel mai dur loc din lume”. Cu toate acestea, până în vara anului 1898, cu o populație — inclusiv cei în tranzit — între 15.000 și 20.000 de locuitori, Skagway era cel mai mare oraș din Alaska.
La sfârșitul verii lui 1897, Skagway și Dyea au intrat sub controlul lui Jefferson Randolph „Soapy” Smith⁠(d) și al oamenilor săi, care au sosit din Seattle la scurt timp după ce Skagway a început să se extindă.  El era un escroc american, a cărui bandă, de 200-300 de oameni, înșelat și fura de prospectorii care călătoreau în regiune. El își păstra aparența de membru respectabil al comunității, deschizând trei cârciumi, și creând afaceri false pentru a-și susține operațiunile. Una dintre escrocheriile lui era un birou de telegraf fals, unde cerea bani pentru trimiterea de mesaje în SUA și Canada, de multe ori pretinzând și că pentru a primit răspuns. Opoziția față de Smith a crescut în mod constant și, după săptămâni de activitate a justițiarilor⁠(d), a fost omorât în Skagway în timpul duelului armat de la Juneau Wharf⁠(d) în 8 iulie 1898.
Și alte orașe au explodat. Wrangell⁠(d), portul rutei Stikine, oraș exploziv rezultat în urma unor goane după aur anterioare, a crescut din nou, cu jafuri, jocuri de noroc și femei dansând goale. Valdez⁠(d), format în Golful Alaska în timpul încercării de a crea traseul „exclusiv american” spre Klondike în timpul iernii 1897-1898, a devenit un oraș de corturi de oameni care rămâneau în urmă pentru a alimenta încercările nereușite de a ajunge la interior. Dincolo de regiunea imediată, în orașe precum San Francisco, Seattle, Tacoma, Portland, Vancouver și Victoria, populația a crescut brusc ca rezultat al goanei și a comerțului pe care ea l-a adus.

### Dawson City

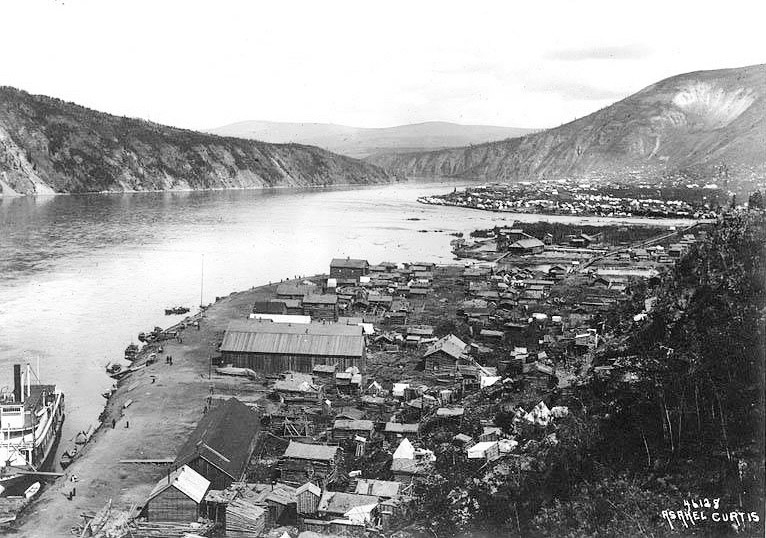
Fluviul Yukon cu Klondike City (în prim plan) și Dawson City (dreapta sus), 1899

Orașul Dawson a fost creat în primele zile ale goanei după aur din Klondike, când prospectorul Joe Ladue⁠(d) și comerciantul Arthur Harper au hotărât să facă profit de pe urma afluxului de oameni către Klondike. Cei doi au cumpărat de la guvern 72 ha de mlaștină sedimentară de la confluența râurilor Klondike și Yukon și au stabilit planul stradal pentru un nou oraș, aducând cherestea și alte bunuri pentru a le vinde migranților. Satul Tr'ochëk⁠(d) al băștinașilor Hän, de pe malul pârâului Deer, a fost considerat prea apropiat de noul oraș, iar superintendentul Poliției Călare Charles Constantine⁠(d), a strămutat locuitorii la 5 km în aval, într-o mică rezervație⁠(d). La început cunoscut doar ca „orașul lui Harper și Ladue”, a fost botezat Dawson City după directorul Biroului Geodezic al Canadei⁠(d). A crescut foarte repede până la 500 de locuitori până în iarna anului 1896, loturi de teren vânzându-se cu 500 de dolari (400.000 de dolari) fiecare.
În primăvara anului 1898, populația din Dawson a crescut și mai mult, până la 30.000 de locuitori, pe măsură ce soseau mai mulți oameni prin trecătoare. Centrul orașului, Front Street, era plin de clădiri și depozite construite în grabă, împreună cu cocioabe de lemn și corturi care se întindeau în restul așezării. Nu era nici apă curentă sau canalizare, și numai două izvoare de apă potabilă pentru a suplimenta râurile din ce în ce mai poluate. Primăvara, străzile neasfaltate erau pline de un noroi gros, iar vara toată așezarea duhnea a dejecții umane și era plină de muște și țânțari. Terenul din Dawson devenise insuficient, iar parcelele se vindeau cu până la 10.000 de dolari fiecare; locații centrale pe Front Street puteau ajunge la 20.000 de dolari (16 milioane de dolari astăzi), în timp ce o cocioabă mică se putea închiria cu 100 de dolari (2.700 de dolari) pe lună. Ca urmare, populația Dawsonului s-a întins spre sud în satul Hän părăsit, rebotezat Klondike City. Au apărut și alte comunități mai aproape de mine, cum ar fi Granville pe pârâul Dominion și Grand Forks⁠(d) pe pârâul Bonanza.

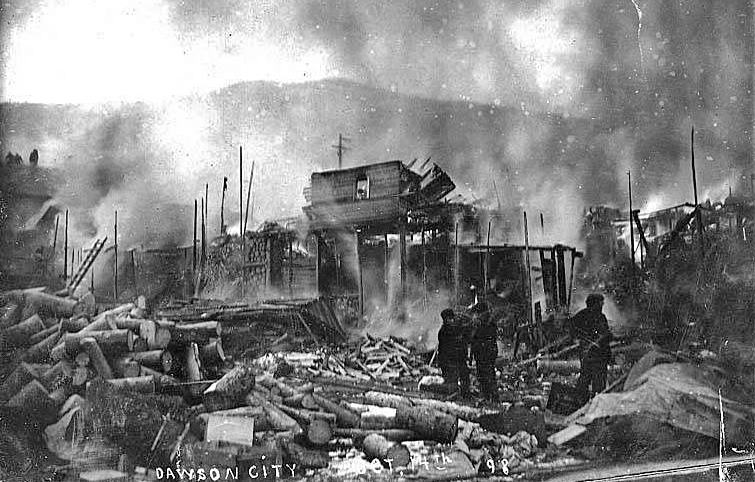
Dawson după un incendiu, 1898.

Orașul nou construit s-a dovedit extrem de vulnerabil la foc. Casele erau din lemn, încălzite cu sobe și luminate cu lumânări și lămpi cu ulei⁠(d); apa pentru urgențe era insuficientă, mai ales iarna când râurile înghețau. Primul mare incendiu a avut loc pe 25 noiembrie 1897, fiind declanșat accidental de dansatoarea Belle Mitchell. Ea a mai declanșat accidental și un al doilea mare incendiu pe 14 octombrie 1898, care, în absența unei brigăzi de pompieri în Dawson, a distrus două localuri majore, poșta și sediul Băncii Americii de Nord Britanice, cu pagube de 500.000 de dolari (400 milioane dolari astăzi). Cel mai gravă incendiu a avut loc la 26 aprilie 1899, când o cârciumă a luat foc în mijlocul unei greve a nou-înființatei brigăzi de pompieri. Cele mai multe repere importante din oraș au fost arse din temelii: 117 clădiri au fost distruse, iar daunele sunt estimate la peste 1 milion de dolari (810 milioane de dolari astăzi).

#### Logistica
Izolarea Dawsonului s-a dovedit o problemă continuă pentru alimentarea cu hrană, și când populația a ajuns la 5.000 de locuitori în 1897, problema a devenit critică. Când râurile au înghețat, era clar că nu va mai fi suficientă hrană pentru iarnă. Poliția Călare a Nord-Vestului i-a evacuat pe unii prospectori fără provizii la Fort Yukon în Alaska începând cu 30 septembrie, în timp ce alții au ieșit din Klondike în căutare de hrană și adăpost pentru iarnă.

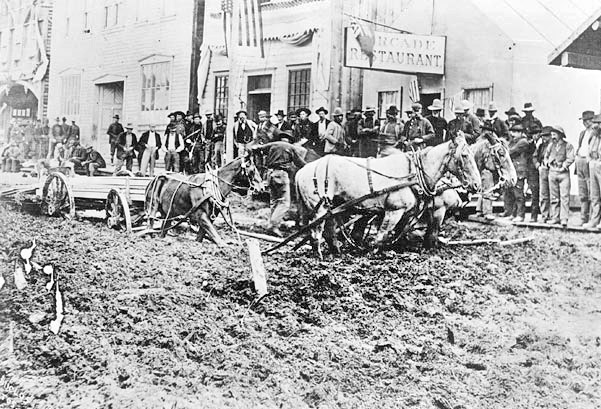
Stradă plină de noroi în Dawson, 1898

Prețurile au rămas ridicate în Dawson, iar oferta a fluctuat în funcție de sezon. În timpul iernii din 1897, sarea ajunsese să valoreze greutatea ei în aur, în timp ce cuiele, vitale pentru lucrările de construcții, ajunseseră la 28 de dolari (760 de dolari astăzi) livra (0,45 kg). Conservele de unt se vindeau la 5 dolari (140 dolari astăzi) bucata. Singurii opt cai din Dawson au fost sacrificați pentru a fi dați de mâncare la câini, deoarece nu puteau fi ținuți în viață pe timpul iernii. Primele mărfuri proaspete care au sosit în primăvara anului 1898 s-au vândut la prețuri record, ouăle ajungând la 3 dolari bucata și merele la 1 dolar.
În aceste condiții, scorbutul, o boală potențial mortală cauzată de lipsa de vitamina C, s-a dovedit a fi o problemă majoră în Dawson City, mai ales în timpul iernii, când nu erau disponibile alimente proaspete. Prospectorii englezi i-au dat denumirea locală de „picior negru canadian”, din cauza efectelor neplăcute ale acestei afecțiuni. Printre alții, de ea a suferit scriitorul Jack London și, deși a scăpat cu viață, i-a pus capăt carierei miniere. Dizenteria și malaria erau și ele comune în Dawson, și o epidemie de febră tifoidă a izbucnit în iulie și a dominat toată vara. Până la 140 de pacienți au fost internați în noul spital St Mary's, dar mii de persoane au fost afectate. Au fost luate măsuri până în anul următor pentru a preveni apariția unor noi epidemii, inclusiv introducerea unei gestionări mai bune a apelor reziduale și aducerea de apă curentă prin conducte din amonte. Acestea au adus îmbunătățiri în 1899, deși febra tifoidă a rămas o problemă. Noua rezervație Hän,se afla însă în aval de Dawson City, iar aici râul contaminat a continuat să contribuie la epidemiile de febră tifoidă și difterie pe toată perioada goanei după aur. 

#### Consumul extravagant

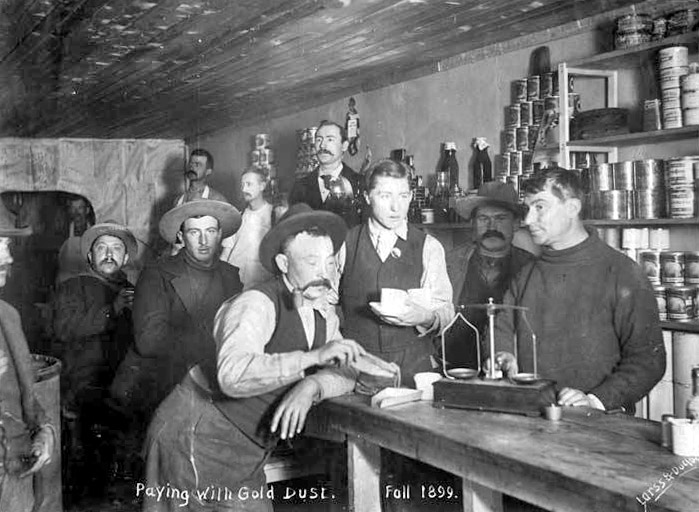
Plată cu praf de aur, 1899

În ciuda acestor provocări, cantitățile uriașe de aur care treceau prin Dawson City au încurajat un stil de viață extravagant printre prospectorii mai bogați. Cârciumile erau fost de obicei deschise 24 de ore pe zi, whisky fiind băutura standard. Jocurile de noroc erau populare, marile localuri având fiecare camere speciale; a evoluat o cultură a pariurilor pe sume mari, iar prospectorii bogați pariau în mod curent 1.000 $ (27.000 de dolari astăzi) la zaruri sau jucau poker pe poturi de câte 5.000 de dolari (140.000 de dolari astăzi). Stabilimentele din zona Front Street aveau fațade mari în stil parizian, oglinzi și ferestre din sticlă și de la sfârșitul anului 1898, erau iluminate electric. Sălile de dans din Dawson erau deosebit de prestigioase și simboluri majore ale stării sociale, atât pentru clienți, cât și pentru proprietarii lor. Exista așteptarea ca prospectorii bogați trebuia să bea șampanie la 60 de dolari (1.600 de dolari astăzi) sticla, iar construcția și decorarea sălii de dans Pavilion dansului l-au costat pe proprietarul acesteia, Charlie Kimball, 100.000 de dolari (80 milioane de dolari astăzi). S-au construit teatre complexe, în care au fost aduși în Dawson cântăreți și artiști.
Erau multe povești despre prospectori care cheltuiau sume uriașe pentru divertisment — Jimmy McMahon a cheltuit odată 28.000 de dolari (760.000 de dolari astăzi) într-o singură seară, de exemplu. Cele mai multe plăți se făceau în praf de aur și în locuri cum ar fi cârciumile, era atât de mult aur vărsat pe jos încât se putea face profit doar măturând podeaua. Unii dintre cei mai bogați prospectori duceau un trai extravagant în Dawson. Unul dintre ei era Swiftwater Bill Gates⁠(d), un cartofor și un afemeiat care rareori mergea în public fără să fie îmbrăcat în mătase și diamante. Pentru a impresiona o femeie care îi plăceau ouăle — pe atunci un lux costisitor — se spune că ar fi cumpărat toate ouăle din Dawson, le-a fiert și le-a dat la câini. Un alt miner, Frank Conrad, a aruncat, în semn de mulțumire, mai multe de obiecte de aur pe navă, atunci când cântăreața lui preferată a plecat din Dawson City. Cele mai bogate fete din sălile de dans făceau și ele la fel: Daisy D'Avara și-a comandat o curea din monede de aur în valoare de 340 de dolari (9.200 de dolari astăzi); alta, Gertie Lovejoy, și-a pus un diamant între cei doi dinți din față. În schimb, minerul și omul de afaceri Alex McDonald, deși era poreclit „Regele Klondike-ului”, era un personaj neobișnuit printre tovarășii lui, prin faptul că nu făcea cheltuieli extravagante. 

#### Legea și ordinea

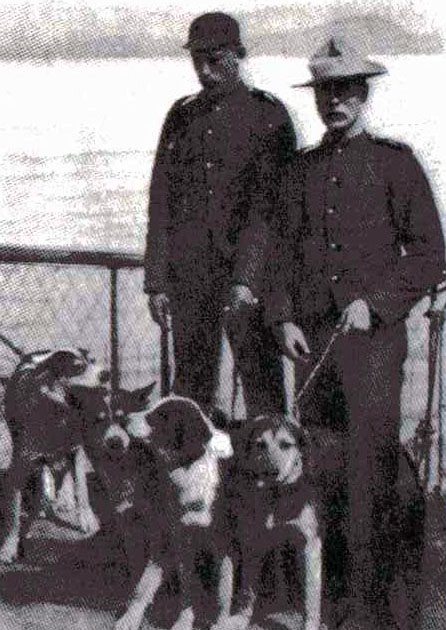
Polițiști canadieni cu câini, 1897

Spre deosebire de echivalentele sale americane, Dawson City era un oraș în care se respecta legea. Până în 1897, 96 de membri ai Poliției Călare a Nord-Vestului fuseseră trimiși în district și, până în 1898, numărul lor a crescut la 288, un angajament costisitor al guvernului canadian. Până în iunie 1898, forța a fost condusă de colonelul Sam Steele⁠(d), un ofițer cu reputația unei discipline ferme. În 1898, nu au existat crime și doar câteva furturi majore; în total, în acel an în Yukon s-au făcut numai 150 de arestări pentru infracțiuni grave. Din aceste arestări, mai mult de jumătate erau pentru prostituție și ai fost rezultatul unei încercări a NWMP de a reglementa industria sexului în Dawson: se făceau arestări lunare regulate, se aplicau  amenzi de 50 de dolari (1.400 de dolari astăzi) și se impuneau controale medicale, veniturile utilizate fiind folosite pentru a finanța spitalele locale. Așa-numitele legi albastre⁠(d) au fost strict aplicate. Cârciumile și alte unități erau închise cu promptitudine la miezul nopții sâmbăta, iar oricine era prins lucrând duminica era susceptibil de amendă sau de muncă în folosul comunității la tăiat lemne de foc pentru NWMP. NWMP este considerată în general de istorici o forță eficientă și onestă în acea perioadă, deși misiunea lor a beneficiat și de geografia Klondike-ului, unde era relativ ușor să se interzică intrarea nedoriților, și de unde suspecții puteau fugi cu greutate.
Spre deosebire de NWMP, autoritățile civile primare au fost criticate de către prospectori pentru ineficiență și corupție. Thomas Fawcett a fost comisarul pentru aur și șef temporar al administrației Klondike-ului la începutul goanei după aur; el a fost acuzat că ținut secrete detaliile privind noile titluri de exploatație și că a permis ca ceea ce istoricul Kathryn Winslow numea „neglijența, ignoranța și părtinirea” să domnească în biroul de cadastru. În urma campaniilor duse împotriva lui de către prospectori, și susținute de presa locală, Fawcett a fost demis de guvernul canadian. Succesorul său, maiorul James Walsh, a fost considerat un personaj mai puternic și a sosit în mai 1898, dar s-a îmbolnăvit și s-a întors în est în iulie. A fost lăsat în funcție înlocuitorului său, William Ogilvie, susținut de o Comisie Regală, care să înfăptuiască reformele. În lipsa probelor, comisia l-a achitat pe Fawcett de toate acuzațiile, ceea ce înseamnă că el nu a fost pedepsit altfel decât prin concediere. Ogilvie s-a dovedit a fi un administrator mult mai puternic și a revizuit multe dintre studiile miniere ale predecesorilor săi.

### Știrile și corespondența

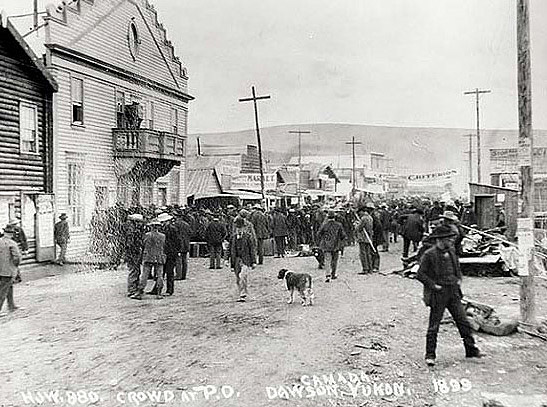
Coadă la poșta din Dawson, 1899

În îndepărtatul Klondike, existat o mare nevoie de știri și de contact cu lumea din afară. În primele luni ale goanei după aur din 1897, se spunea că nicio știre nu este prea veche pentru a fi citită. În lipsa ziarelor, unii prospectori citeau etichetele cutiilor de conserve, până când le-au învățat pe de rost. În anul următor, două echipe s-au întrecut să a ajungă prima la Dawson City, cu tiparnițe, în scopul de a obține controlul asupra pieței ziarelor. Gene Kelly, redactorul Klondike Nugget, a sosit primul, dar fără echipamentul său, iar echipa Midnight Sun, sosită în urma lui, a fost prima care a produs un ziar în Dawson. A urmat la scurt timp Dawson Miner, al treilea cotidian din oraș din timpul goanei după aur. Nugget vindea abonamente anuale pentru 24 de dolari (680 de dolari astăzi) și a devenit cunoscut pentru campaniile în favoarea unor cauzelor populare asociate cu mineritul și pentru relatarea limpede și echidistantă a scandalurilor. Hârtia era adesea greu de găsit și, în timpul iernii 1898-99, Nugget a trebuit să fie imprimat pe hârtia de împachetat a măcelarului. În lipsa hârtiei, știrile se transmiteau prin viu grai. În iunie 1898, un prospector a cumpărat la licitație o ediție din Seattle Post-Intelligencer⁠(d) și a vândut bilete cu 1 dolar bucata la lecturarea lui cu voce tare într-una din sălile lui Dawson.
Livrarea poștei a fost haotică în timpul goanei. În afară de numărul prospectorilor, două alte obstacole majore îi stăteau în cale. În primul rând, orice trimitere din America către Dawson City ajungea la Juneau în sud-estul Alaskăi înainte de a fi trimisă spre Dawson și apoi în jos pe Yukon către Circle City. De aici era apoi distribuită de Poșta Statelor Unite⁠(d) înapoi la Dawson. Distanțele mari implicate duceau la întârzieri de câteva luni, și la pierderi frecvente ale ambalajelor cu adresa. A doua problemă era chiar în Dawson, care inițial nu avea un oficiu poștal și, prin urmare, se baza pe două prăvălii și o cârciumă pentru a acționa ca puncte de livrare neoficiale. NWMP a fost însărcinată să conducă sistemul poștal până în octombrie 1897, dar polițiștii au fost slab instruiți în domeniu. Într-un singur transport puteau sosi până la 5700 de scrisori, toate trebuind să fie colectate personal de la oficiul poștal. Aceasta a dus la cozi uriașe, oamenii așteptând la coadă în afara poștei până la trei zile. Cei care nu aveau timp și-și puteau permite îi plăteau pe alții să stea la coadă pentru ei, de preferință o femeie, din moment ce lor li se permitea din politețe să treacă în față. Timbrele poștale, ca și hârtia în general, erau rare și se vindeau doar câte două bucăți fiecărui client. Până în 1899, livrarea poștei a trecut în sarcina unui personal poștal instruit, iar NWMP a fost degrevată de această sarcină.

### Rolul femeilor

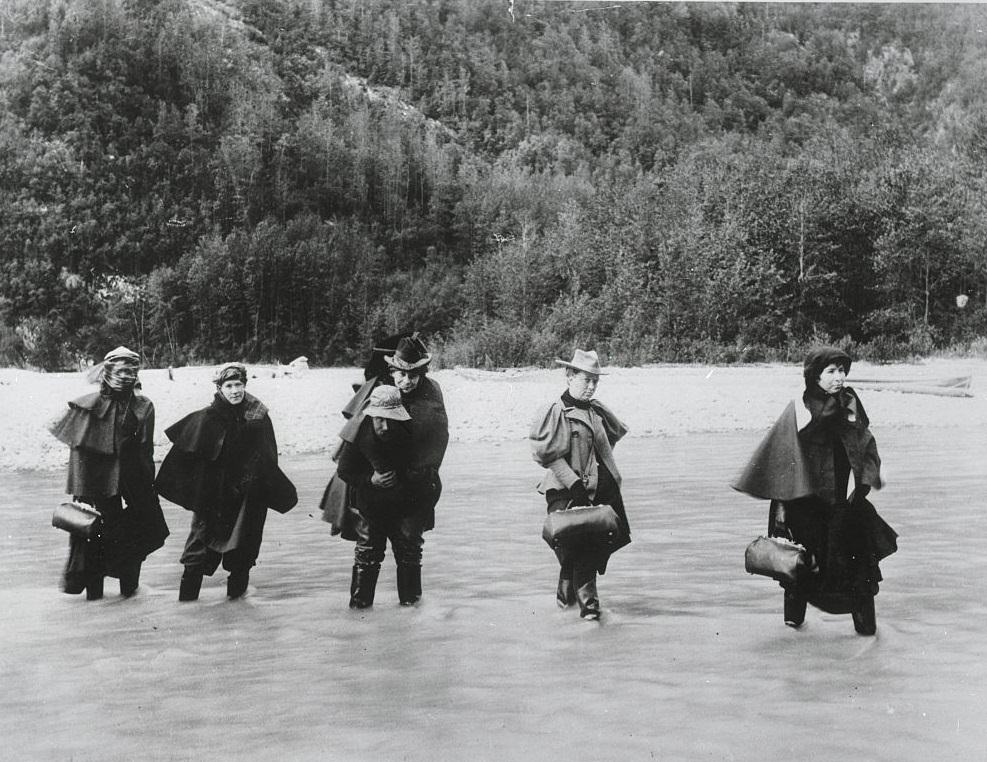
Actrițe călătorind spre Dawson, 1898

În 1898, doar 8% dintre cei care locuiau pe teritoriul Klondike erau femei, doar în orașe ca Dawson procentajul crescând la 12%. Multe femei veneau cu soții sau cu familiile lor, dar altele călătoreau singure. Cele mai multe au venit la Klondike din motive economice și sociale similare cu cele ale prospectorilor de sex masculin, dar au atras un interes special în mass-media. Dezechilibrul dintre femei și bărbați în Klondike a încurajat propunerile de afaceri pentru transportul de femei tinere, singure în regiune pentru a se căsători cu minerii nou-înstăriți; foarte puține astfel căsătorii au avut loc, dar unele femei singure par să fi călătorit pe cont propriu în speranța de a găsi soți prosperi. Ghidurile dădeau recomandări pentru ce haine practice să-și ia femeile care merg în Klondike: codul vestimentar feminin al vremii era formal, punând accent pe fuste și corsete lungi, dar majoritatea femeilor au adaptat acest lucru la condițiile traseelor. Indiferent de experiență, exista așteptarea ca femeile dintr-un grup să gătească pentru tot grupul. Puține mame și-au adus copiii cu ele în Klondike, din cauza riscurilor călătoriei și a locației îndepărtate.
Odată ajunse în Klondike, foarte puține femei — mai puțin de un procent — lucrau chiar ca minere. Multe erau căsătorite cu minerii; totuși, viața lor ca partenere pe terenurile aurifere era încă grea și deseori singuratică. Aveau îndatoriri domestice extinse, inclusiv dezghețarea gheții și zăpezii pentru apă de băut, spargerea alimentelor congelate, tăierea lemnelor și vânarea de animale sălbatice. În Dawson și în alte orașe, unele femei spălau rufe pentru a câștiga bani. Aceasta era o muncă fizică solicitantă, dar putea fi ușor combinată cu îndatoririle de îngrijire a copilului. Altele au ocupat posturi în industria serviciilor, de exemplu ca chelnerițe sau croitorese, din care puteau câștiga bine, dar care aveau adesea perioade de șomaj. Atât bărbații, cât și femeile au deschis popasuri⁠(d), însă femeile erau considerate mai bune în a le ține. Câteva femei au lucrat drept cărăuș, transportând mărfuri în spate sau au devenit slujnice casnice.

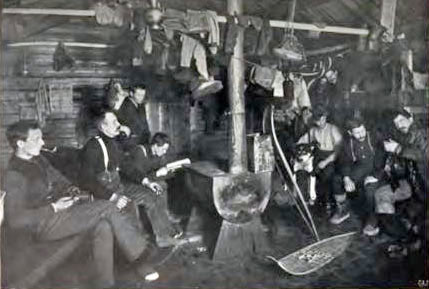
din Klondike

Femeile bogate cu capital puteau investi în mine și alte întreprinderi. Una dintre cele mai proeminente femei de afaceri din Klondike a fost Belinda Mulrooney⁠(d). Ea a venit în Klondike cu un transport de pânzeturi și sticle de apă caldă la începutul anului 1897 și cu veniturile din aceste vânzări a construit primul popas de la Grand Forks⁠(d) și mai târziu un hotel mare în Dawson. A investit într-o gamă largă de domenii, inclusiv prin achiziționarea propriei companii miniere, și a fost considerată cea mai bogată femeie din Klondike. Înstărita Martha Black⁠(d) a fost părăsită de soțul ei devreme în călătoria spre Klondike, dar a continuat fără el, ajungând la Dawson City, unde ea a devenit un cetățean proeminent, investind în diverse întreprinderi miniere și alte afaceri, asociată cu fratele ei.
Un număr relativ mic de femei au lucrat în industria de divertisment și a sexului⁠(d). Elitele acestor femei erau actrițele și curtezanele foarte bine plătite din Dawson; sub ele erau dansatoarele de ansamblu⁠(d), care de obicei erau și amfitrioane, și alte angajate ale sălilor de dans. Erau mai bine plătite decât bărbații angajați la munci de birou, dar aceste femei lucrau foarte mult și aveau și cheltuieli semnificative. Industria de divertisment a fuzionat cu industria sexului, unde femeile își trăiau viața ca prostituate. Industria sexului din Klondike era concentrată pe Klondike City și pe zona lăturalnică a Dawsonului. Exista o ierarhie a ocupării forței de muncă sexuală, cu bordeluri și casele de pe lângă cârciumi la vârf, mici „magazine de țigări” independente la mijloc și, în cele din urmă, prostituatele care lucrau în colibele mici. Viața acestor muncitoare era o luptă continuă, iar rata suicidelor era ridicată.
Relațiile femeilor băștinașe cu cei veniți în goana după aur erau variate. Multe femei Tlingit au lucrat ca hamali pentru prospectori, de exemplu, cărând bunuri și echipamente, uneori și transportându-și în același timp și copiii. Cu toate acestea, femeile au avut relații relativ reduse cu imigranții albi și exista un zid social semnificativ între femeile locale Hän și femeile albe. Cu toate că, înainte de 1897, exista un număr de femei amerindiene căsătorite cu bărbați europeni, inclusiv Kate Carmack, soția Tagish a unuia dintre descoperitorii de aur, această practică nu a supraviețuit până la goană. Foarte puțini nou-veniți s-au căsătorit cu femei Hän, iar foarte puține femei Hän au lucrat ca prostituate. Femeile albe „respectabile“ evitau să se asocieze cu femei sau prostituate băștinașe: aceasta ar fi putut provoca doar scandal.

## Sfârșitul goanei după aur

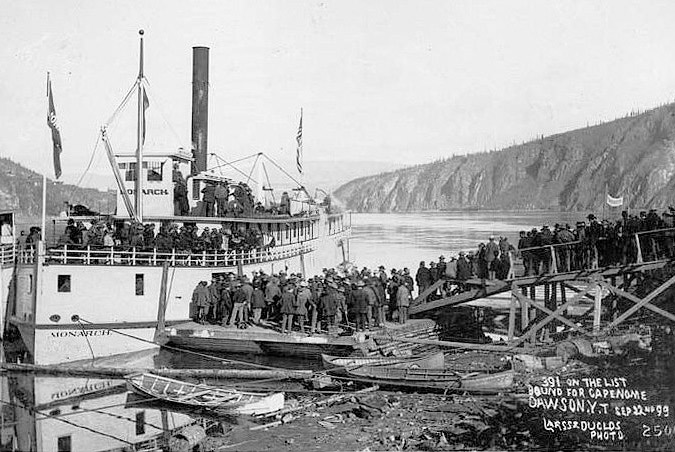
Oamenii plecând din Dawson City (Yukon) către Nome (Alaska), în septembrie 1899

În 1899 rețeaua telegrafică a ajuns să se întindă de la Skagway⁠(d), Alaska la Dawson City, Yukon, ceea ce a permis legăturile internaționale instantanee. În 1898, a început construcția căii ferate White Pass și Yukon⁠(d), a început să fie construită între Skagway și capul navigabil de pe Yukon. Când a fost finalizată în 1900, traseul Chilkoot și tramvaiele sale au rămas depășite. În ciuda acestor îmbunătățiri în comunicare și transport, goana după aur a încetinit după 1898. Încetinirea a început în vara lui 1898, când deja mulți dintre prospectorii care soseau în Dawson City nu-și puteau asigura traiul și făceau cale întoarsă. Pentru cei care rămâneau, salariile pentru munci ocazionale au scăzut, sub presiunea numărului mare de oameni, la 100 de dolari (2700 de dolari astăzi) pe lună până în 1899. Ziarele lumii au început și ele să se întoarcă împotriva goanei după aur din Klondike. În primăvara lui 1898, Războiul Hispano-American a dat Klondike-ul jos de pe prima pagină a ziarelor. „Ah, du-te în Klondike !” a devenit o expresie populară de dezgust. Stocurile de produse marca Klondike erau lichidate la tarife reduse în Seattle.
Un alt factor al declinului a fost schimbarea din orașul Dawson, care se dezvoltase tot anul 1898, metamorfozându-se dintr-un oraș înfloritor și exploziv, într-un oraș mai conservator și mai liniștit. Au fost introduse luxuri moderne, printre care „căzi de baie din zinc și pianuri, mese de biliard, covoare din Bruxelles în saloanele hotelurilor, meniuri tipărite în franceză și baluri cu invitație”, remarca istoricul Kathryn Winslow. Senatorul Jerry Lynch, venit în vizită, a comparat străzile nou pavate cu locuitorii lor îmbrăcați elegant cu the Strand⁠(d) din Londra. Nu mai era o locație la fel de atrăgătoare pentru mulți prospectori, obișnuiți cu o viață mai sălbatică. Chiar și Skagway, orașul fără lege, a devenit o comunitate stabilă și respectabilă în 1899.
Factorul declanșator final a fost, însă, descoperirea aurului în alte părți din Canada și Alaska, ceea ce a dus la o nouă năvală, de data aceasta din Klondike în alte părți. În august 1898, s-a găsit aur pe Lacul Atlin, la izvoarele Yukonului, ceea ce a generat o izbucnire de interes, dar în timpul iernii 1898-99 s-au găsit cantități mult mai mari la Nome, la gurile Yukonului. În 1899, un potop de prospectori din întreaga regiune a plecat spre Nome, 8000 numai din Dawson City într-o singură săptămână din august. Goana după aur din Klondike se încheiase.

## Amintirea

### Oamenii

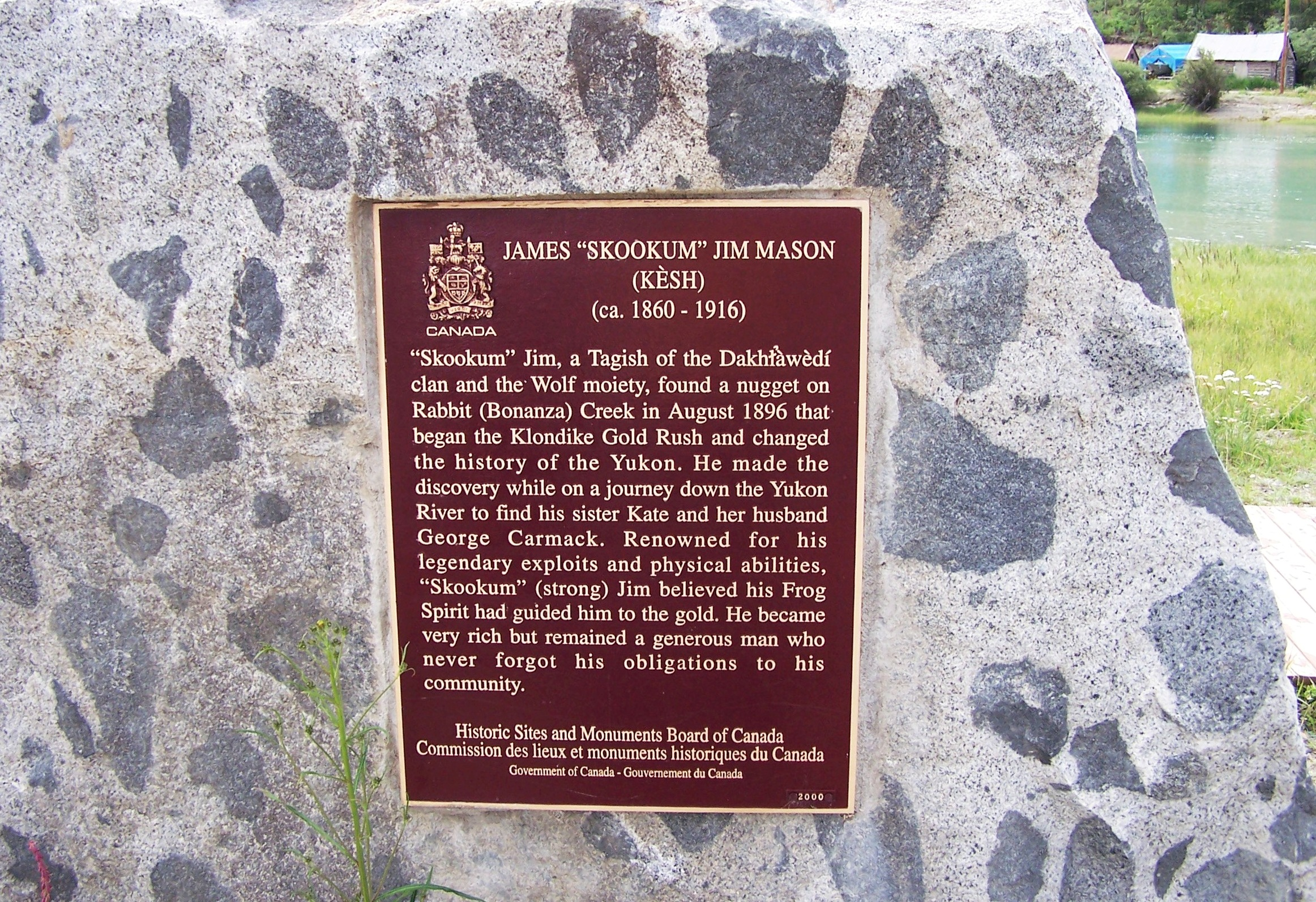
Plachetă în memoria lui Skookum Jim (Yukon, 2005)

Doar o mână dintre cei 100.000 de oameni care au plecat spre Klondike în timpul goanei după aur au devenit bogați. Ei au cheltuit de obicei câte 1000 de dolari (27.000 de dolari astăzi) fiecare pentru a ajunge în regiune, sumă care, combinată, a depășit ceea ce s-a produs din terenurile aurifere între 1897 și 1901. În același timp, majoritatea celor care au găsit aur și-au pierdut averile în anii următori. Ei au murit adesea săraci, încercând să-și reproducă norocul avut anterior în alte oportunități miniere. Omul de afaceri și minerul Alex McDonald, de exemplu, a continuat să acumuleze terenuri și după explozie, până când a rămas fără bani; a murit sărac, continuând să prospecteze. Antoine Stander, care a descoperit aur pe pârâul Eldorado Creek, a abuzat de alcool, și-a risipit averea și a sfârșit muncind în bucătăria unui vas pentru a-și plăti drumul înapoi. Cei trei descoperitori au avut destine diverse. George Carmack și-a părăsit soția, Kate — căreia i-a fost greu să se adapteze la noul stil de viață — s-a recăsătorit și a trăit într-o relativă prosperitate; Skookum Jim a obținut un venit imens din drepturile sale de exploatare, dar a refuzat să se stabilească și a continuat să prospecteze până la moartea sa în 1916; Dawson Charlie a cheltuit extravagant și a murit într-un accident cauzat de consumul de alcool.
Cei mai bogați dintre proprietarii de localuri, oamenii de afaceri și jucătorii de jocuri de noroc din Klondike și-au pierdut și ei averile și au murit în sărăcie. Gene Allen, de exemplu, editorul ziarului Klondike Nugget, a dat faliment și și-a petrecut restul carierei la ziare mai mici; proprietarul de local și cartoforul Sam Bonnifield a cedat nervos și a murit în sărăcie extremă. Cu toate acestea, unii dintre cei care s-au alăturat goanei după aur au prosperat. Kate Rockwell⁠(d), „Klondike Kate”, de exemplu, a devenit o dansatoare celebră în Dawson și a rămas populară în America până la moartea ei. Dawson City a fost și locul în care Alexander Pantages⁠(d), partenerul de afaceri și iubitul ei, și-a început cariera, devenind unul dintre cei mai mari patroni⁠(d) de teatru și cinematografie din America. Femeia de afaceri Martha Black sa recăsătorit și, în cele din urmă, a devenit a doua femeie membră a Parlamentului Canadian.
Impactul goanei după aur asupra popoarelor indigene din regiune a fost considerabil. Popoarele Tlingit și Koyukon au prosperat pe termen scurt din activitatea lor de călăuze, cărăuși și din vânzarea de alimente și provizii către prospectori. Cu toate acestea, pe termen lung, mai ales poporul Hän, care locuia în regiunea Klondike, a suferit de pe urma daunelor aduse mediului din cauza exploatării aurului pe râuri și în păduri. Populația lor începuse deja să scadă după descoperirea aurului de-a lungul râului Fortymile în anii 1880, dar a scăzut catastrofal după mutarea în rezervație, ca urmare a contaminării surselor de apă și a variolei. Băștinașii Hän au găsit doar câteva moduri de a beneficia din punct de vedere economic de goana după aur, dar zonele de pescuit și de vânătoare au fost în mare măsură distruse; în 1904, ei ajunseseră să aibă nevoie de ajutor de la NWMP⁠(d) pentru a preveni foametea.

### Locurile

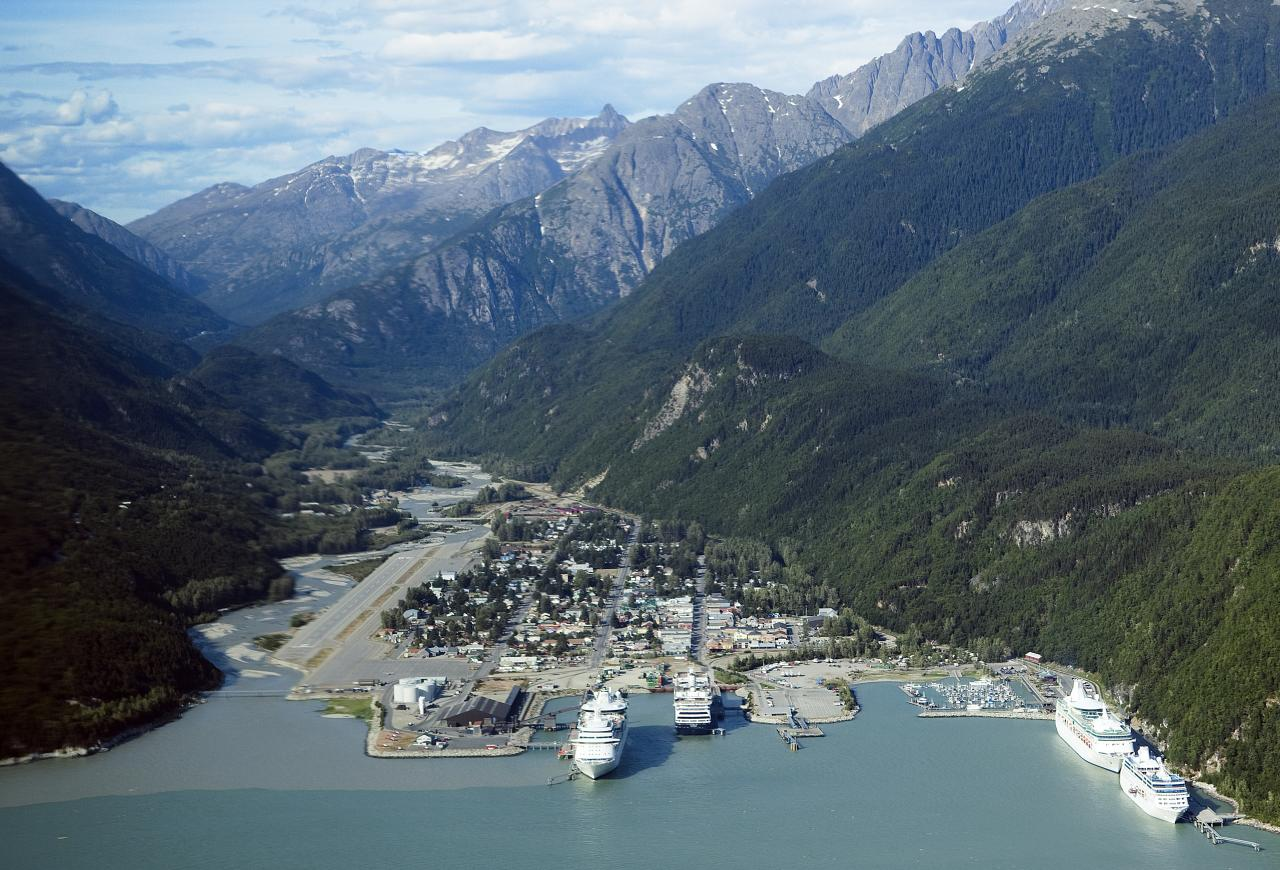
cu nave de croazieră, în 2009

Dawson City a intrat în declin după goana după aur. Când jurnalista Laura Berton (viitoarea mamă a lui Pierre Berton) s-a mutat la Dawson în 1907, orașul era încă înfloritor, dar în afară de Front Street, devenise din ce în ce mai pustiu, blocat, după cum spunea ea, „de deșeurile goanei după aur: sobe, mobilă, site de aur, veselă, sifoane⁠(d),   ... grămezi de aparatură minieră ruginită — cazane, vinciuri, roabe și pompe”. Prin 1912, mai rămăseseră numai în jur de 2000 de locuitori, prin în comparație cu cei 30.000 din anii exploziei demografice, și așezarea ajunsese un oraș fantomă. Prin 1972, mai trăiau 500 de oameni în Dawson, în timp ce așezările din apropiere create în timpul aglomerației de aur erau complet abandonate. Populația a mai crescut după anii 1970, în 2006 fiind înregistrați 1300 de locuitori.
În timpul goanei după aur, noua infrastructură de transport a făcut să poată fi aduse echipamente miniere mai grele și în Klondike au apărut mine mai mari și mai moderne, revoluționând industria aurului. Producția de aur a crescut până în 1903 ca rezultat al dragării și extracției hidraulice, dar apoi a scăzut; până în 2005, aproximativ fuseseră extrase din zona Klondike aproximativ 570 t de aur. În secolul al XXI-lea, Dawson City încă mai are o mică industrie de minerit al aurului, care, împreună cu turismul, pe baza moștenirii culturale a goanei după aur, joacă un rol important în economia locală. Multe clădiri din centrul orașului reflectă stilul epocii. Valea râului Klondike este afectată de goana după aur și de dragarea masivă care a avut loc după ea.
Portul Skagway a decăzut și el după goană, dar rămâne un oraș de epocă bine conservat, centrat pe industria turistică și pe excursiile de vizitare pentru pasagerii navelor de croazieră care acostează vizitează. Lucrările de restaurare efectuate de Serviciul Parcurilor Naționale au început în 2010, cu Salonul lui Jeff Smith, unde odinioară opera faimosul escroc „Soapy” Smith. Skagway are și unul dintre cele două centre de vizitatori care formează Parcul Național Ostoric Klondike Gold Rush; celălalt este situat în Seattle, și ambele se concentrează pe poveștile umane din spatele goanei după aur. Dimpotrivă, vecinul și fostul rival al Skagway-ului, Dyea, a fost abandonat după goana după aur și acum este un oraș-fantomă. Calea ferată construită pentru prospectori prin White Pass în ultimul an al goanei a fost redeschisă în 1988 și este folosită astăzi numai de către turiști, în strânsă legătură cu traseul Chilkoot, care este un popular traseu de drumeții.

### Cultură

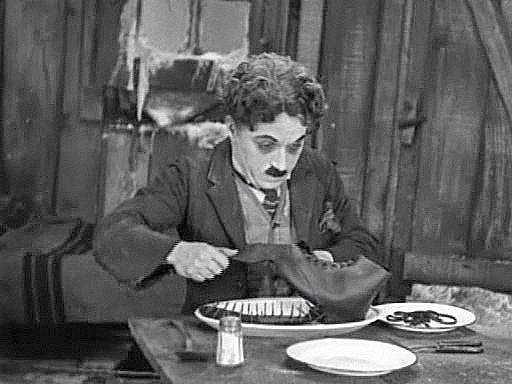
Charlie Chaplin în Goana după aur, 1925

Evenimentele goanei după aur din Klondike au devenit rapid încorporate în cultura nord-americană, fiind imortalizate în poezii, povestiri, fotografii și campanii de promovare mult timp după încheierea goanei. În Yukon, se sărbătorește Discovery Day în a treia zi de luni a lunii august ca sărbătoare nelucrătoare, iar evenimentele goanei după aur sunt promovate de industriile turistice regionale. Evenimentele goanei după aur au fost adesea exagerate la vremea respectivă, iar lucrările moderne pe acest subiect se concentrează adesea pe cele mai dramatice și mai interesante evenimente ale goanei, și nu întotdeauna cu exactitate. Istoricul Ken Coates⁠(d) descrie goana după aur drept „un mit persistent și pliabil”, care continuă să fascineze și să atragă.
Mai multe romane, cărți și poezii au fost generate drept consecință a goanei după aur din Klondike. Scriitorul Jack London a încorporat scene din goana după aur în romanele sale cu acțiunea în Klondike, între care The Call of the Wild⁠(d), un roman despre un câine de sanie. Colegul său, poetul Robert W. Service⁠(d), nu s-a alăturat el însuși goanei, cu toate că s-a mutat în Dawson City în 1908. Service a creat poeme bine-cunoscute despre goana dupa aur, printre ele Songs of a Sourdough⁠(d), una dintre cele mai bine vândute cărți de poezie din primul deceniu al secolului al XX-lea, alături de romanul The Trail of '98, care a fost scris manual pe tapet într-un din cabanele de bușteni din Dawson. Istoricul canadian Pierre Berton a crescut în Dawson City, unde tatăl său a fost prospector, și a scris mai multe cărți istorice despre goana dupa aur, cum ar fi The Last Great Gold Rush. Experiența irlandezului Micí Mac Gabhann⁠(d) a dus la opera postumă Rotha Mór și tSaoil (tradusă în engleză ca The Road Hard to Klondike în 1962), o descriere plină de viață a perioadei.
O parte din terminologia goanei după au intrat în engleza nord-americană, cum ar fi „Cheechakos”, termen care înseamnă „mineri nou-veniți” și „Sourdoughs”, „mineri experimentați”. Fotografiile făcute în timpul goanei după aur din Klondike au influențat puternic abordările culturale ulterioare ale goanei. Goana după aur a imortalizată pe viu de mai mulți fotografi timpurii, de exemplu Eric A. Hegg⁠(d); aceste fotografii limpezi, în alb-negru, care înfățișează ascensiunea pe pasul Chilkoot, au devenit rapid imagini iconice și au fost distribuite pe scară largă. Aceste imagini l-au inspirat pe Charlie Chaplin pentru a face filmul Goana după aur, un film mut, care folosește fundalul Klondike-ului pentru a combina comedia fizică cu lupta disperată a personajului pentru supraviețuire în condițiile dure ale goanei după aur. Fotografiile reapar în documentarul City of Gold din 1957, care, narat de Pierre Berton, a câștigat premii pentru pionieratul încorporării de imagini statice în filmul documentar. Goana după aur din Klondike nu a fost însă acoperită pe scară largă în filmele de ficțiune ulterioare; chiar și The Far Country, un western din 1955 cu acțiunea în Klondike, ignoră în mare măsură trăsăturile unice ale goanei după aur în favoarea unei acțiuni de western tradițional. Într-adevăr, o mare parte din literatura populară despre goana după aur o abordează doar ca o fază finală a expansiunii Vestului american, percepție criticată de istorici moderni precum Charlene Porsild.

### Hărți de rute și câmpuri aurifere

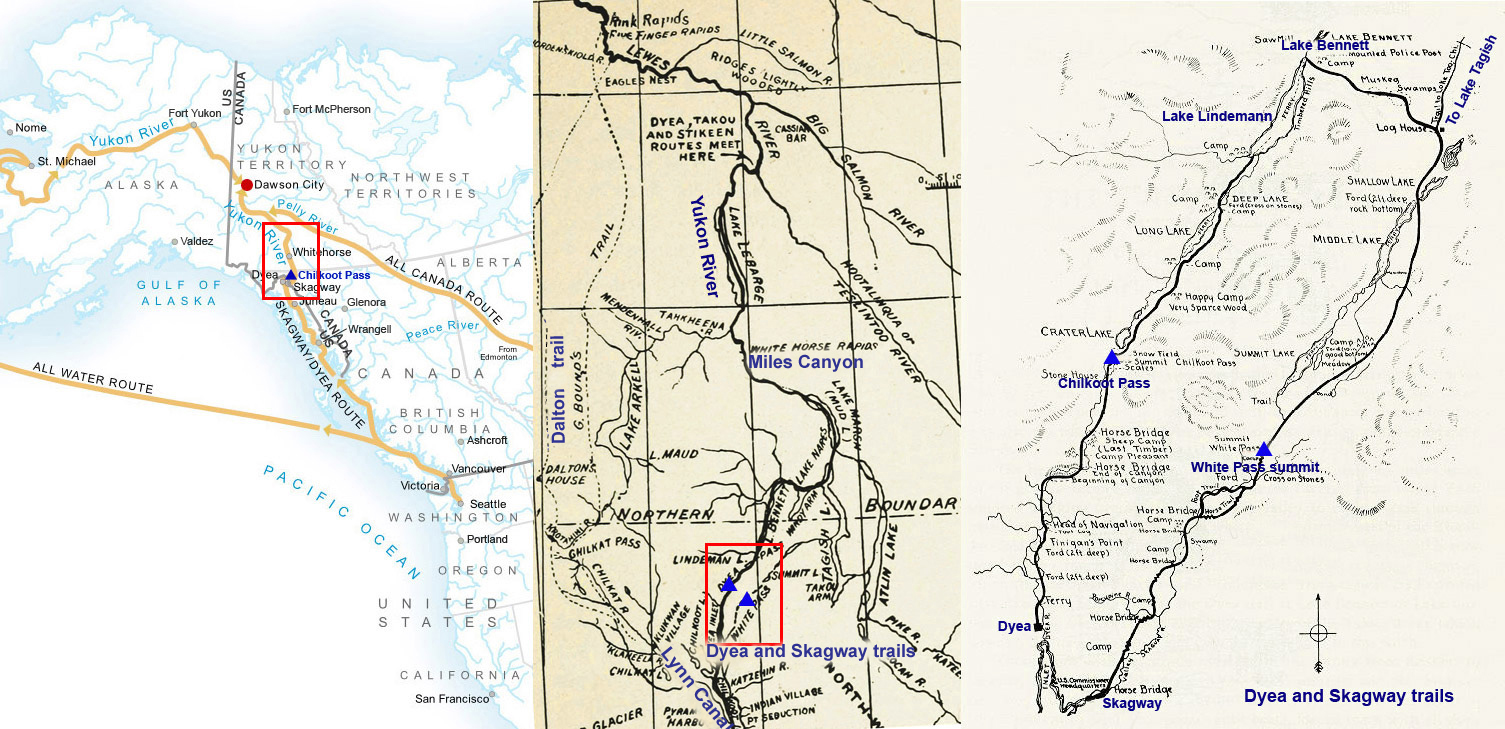
Vedere de ansamblu și de detaliu a rutei Dyea/Skagway (drumul din mijloc din secțiunea din stânga hărții). Ambele cadre roșii reprezintă harta din dreapta cea mai apropiată. Drumul Dalton este ilustrat la stânga în secțiunea mijlocie a hărții

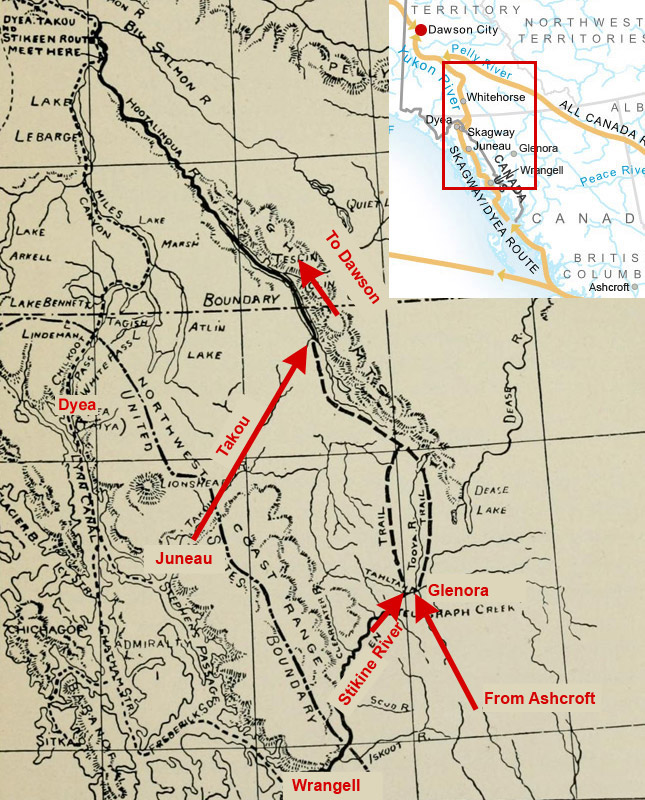
Ruta Takou și Stikine. Cadru roșu: Poziția pe hartă a Americii de Nord. Dreapta-jos: drumul Stikine, ramificat de la Wrangell, se întâlnește cu ramura din Ashcroft, la Glenora. Ele continuă de-a lungul liniilor punctate. Mijloc: Ruta Takou se intersectează cu ruta Stikine la Lacul Teslin. Ambele drumuri se întâlnesc cu ruta Dyea/Skagway (linia punctată) în stânga-sus
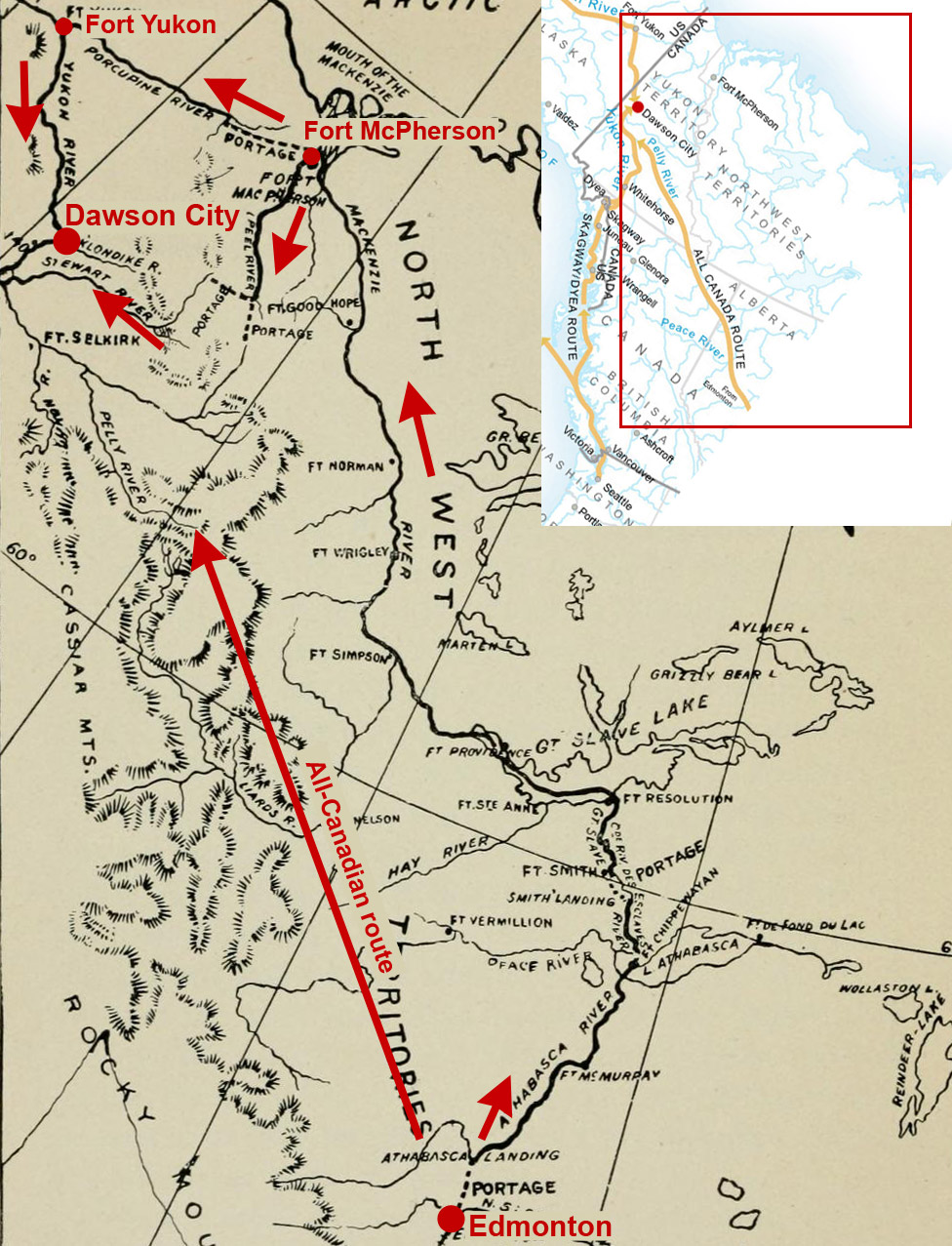
Rutele din Edmonton. Cadrul roșu: Poziția pe harta Americi de Nord. Săgeata mare: drumul exclusiv canadian din Edmonton pe râuri și cu trecerea spre fluviul Yukon prin Pelly River. Săgețile mici: drumul prin spate. Linia neagră continuă: râul McKenzie pe cea mai mare parte. Stânga-sus: Fluviul Yukon, de la Fort Yukon la Dawson City

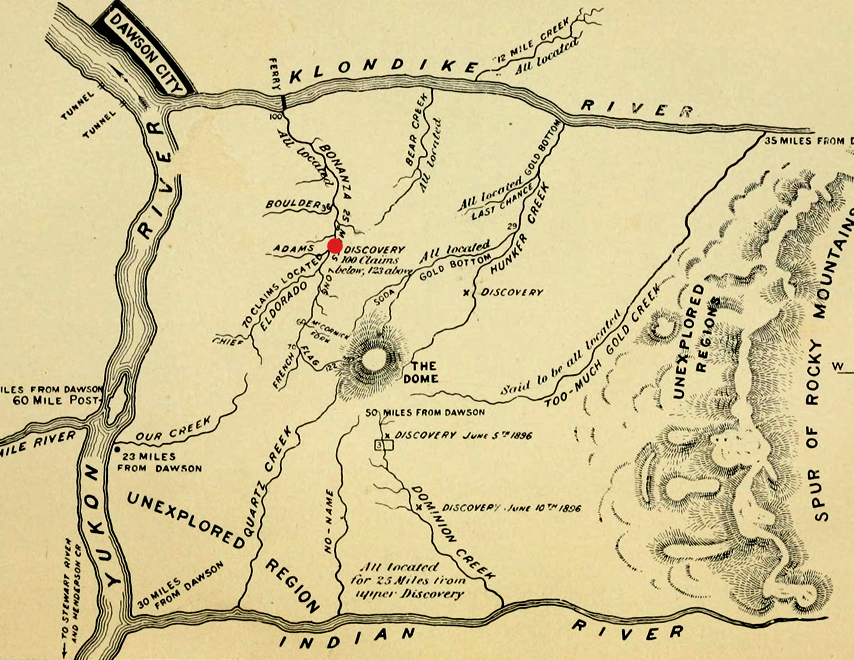
Hartă a zăcămintelor aurifere din Dawson City; și râul Klondike, sus. Punctul roșu: descoperirea de pe râul Bonanza.

### Grafic al producției de aur în Yukon 1892–1912

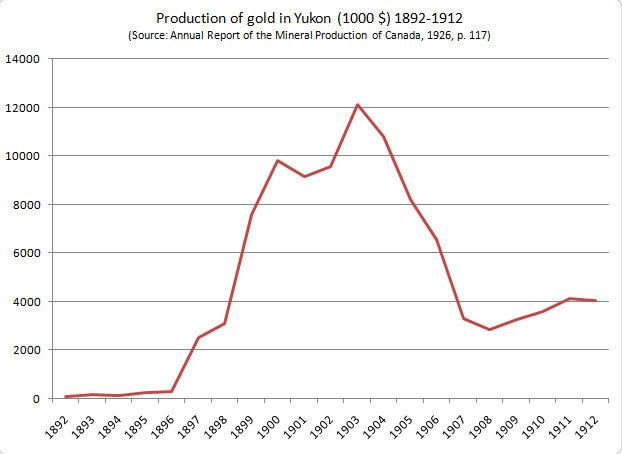
Producția de aur în Yukon în preajma goanei după aur din Klondike. 1896-1903: Creștere după descoperirea de pe Klondike. 1903-1907: se vând titlurile de exploatare; metodele pe scară mare devin predominante.